# KZ Flossenbürg

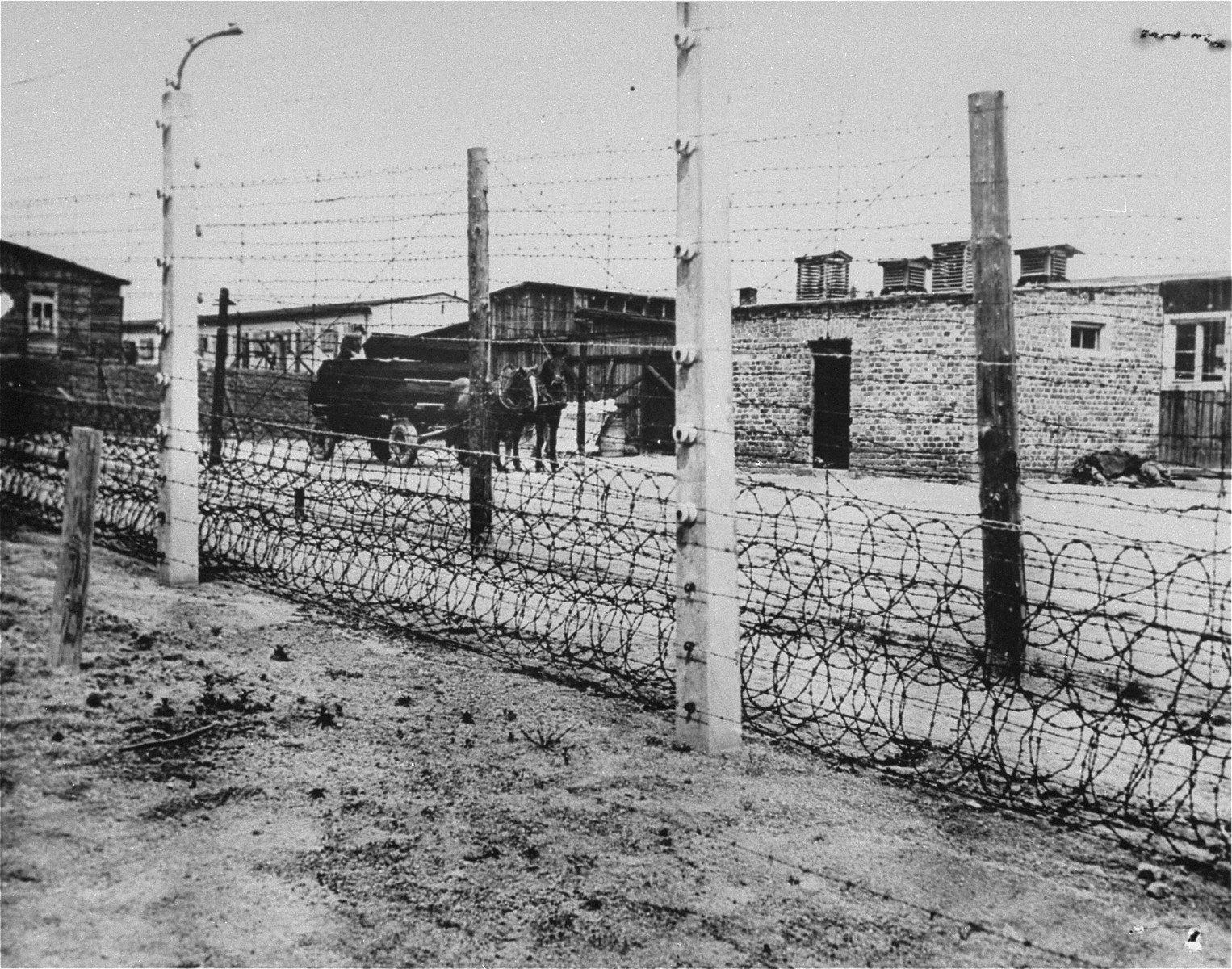
Konzentrationslager Flossenbürg (Mai 1945)

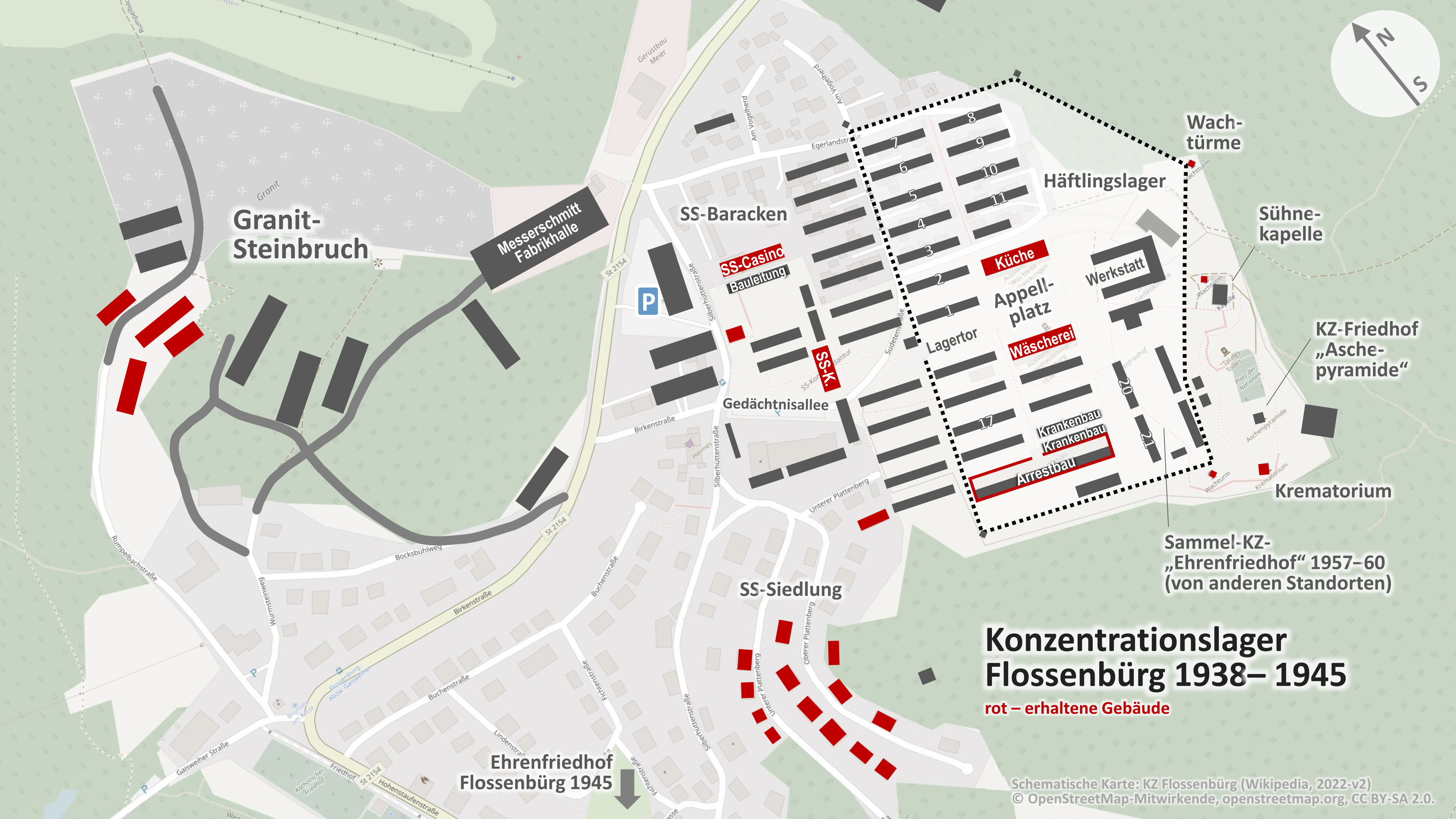
Schematische Karte Konzentrationslager Flossenbürg 1938–1945

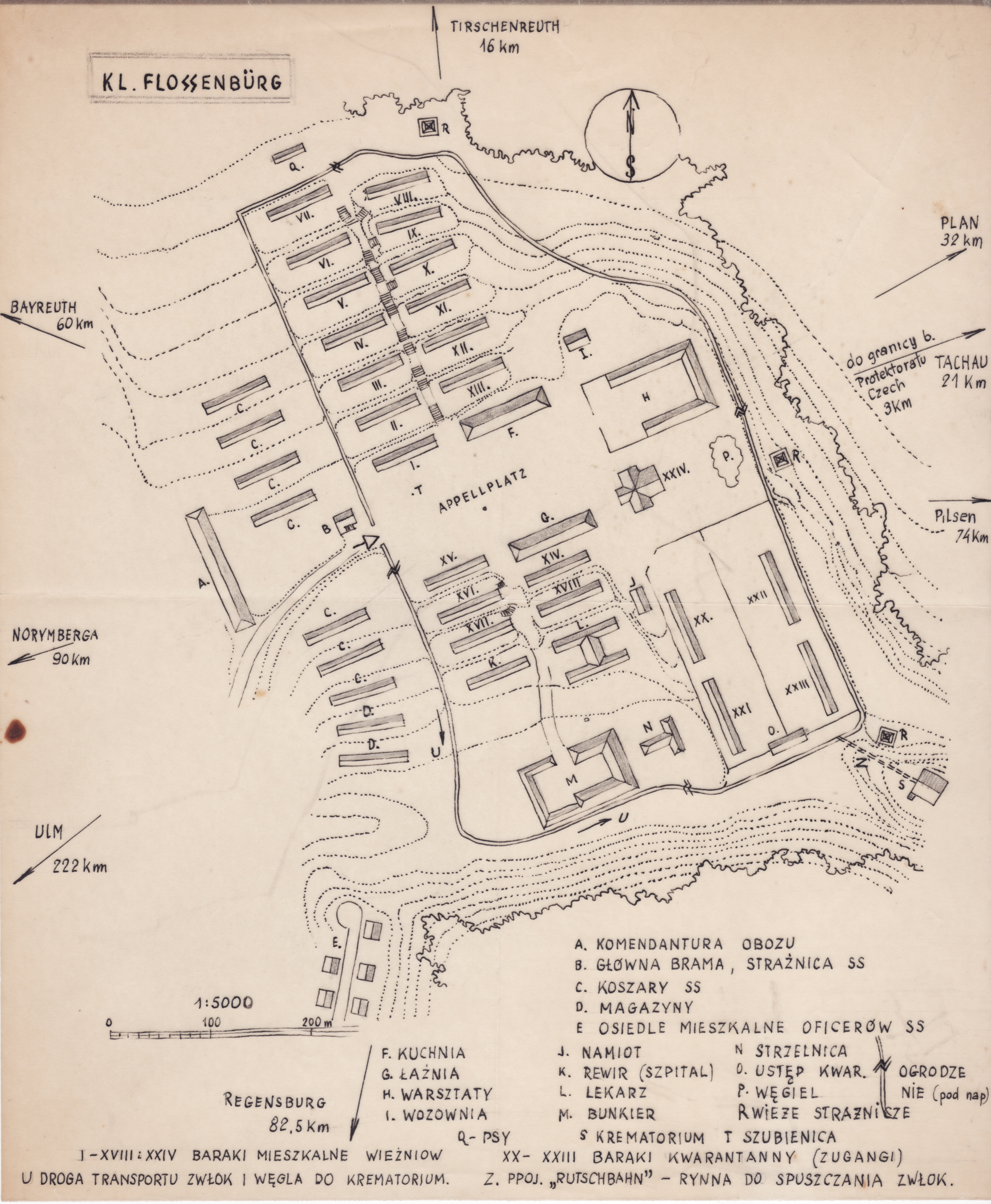
Plan des Konzentrationslagers Flossenbürg, gezeichnet von dem Überlebenden A. Kryszak (1907–1980), Beschreibung siehe Wiki-Bilddaten

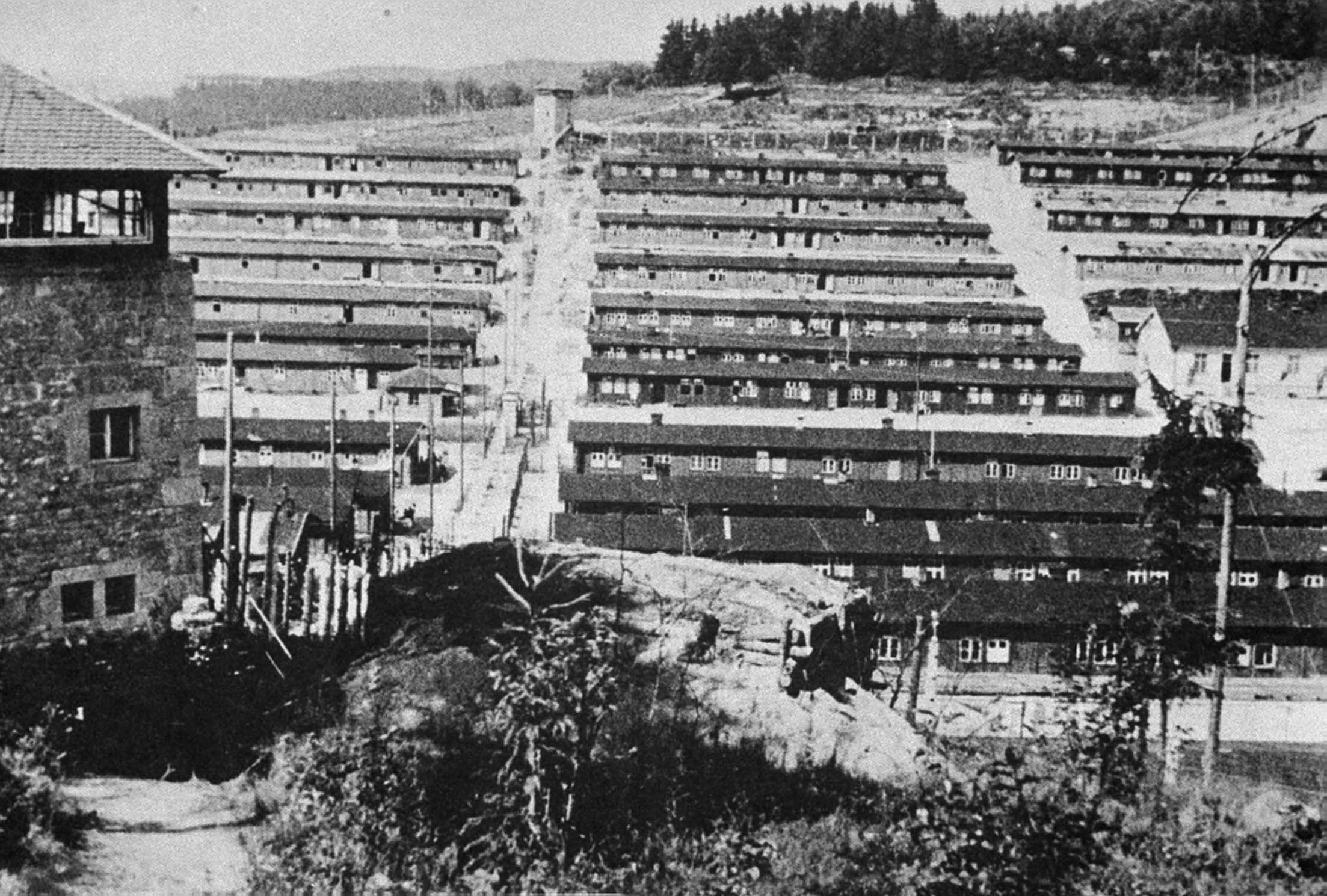
Blick über KZ Flossenbürg Richtung Norden (April 1945)

Das Konzentrationslager Flossenbürg (auch KZ Flossenbürg) war von 1938 bis zum 23. April 1945 ein Konzentrationslager im Deutschen Reich, in der Gemeinde Flossenbürg bei Weiden im Oberpfälzer Wald, etwa auf halber Strecke zwischen Nürnberg und Prag, nahe der Grenze zum damaligen Sudetenland. Die KZ-Häftlinge wurden zum Abbau des Flossenbürger Granits im Steinbruch und später zur Produktion des Jagdflugzeugs Messerschmitt Bf 109 der Messerschmitt GmbH Regensburg eingesetzt. Von den etwa 100.000 Gefangenen kamen mindestens 30.000 ums Leben. Dem Stammlager waren zudem fast 90 KZ-Außenlager zugeordnet. Heute befindet sich auf einem Teil des ehemaligen Lagergeländes die KZ-Gedenkstätte Flossenbürg.

## Aufbau

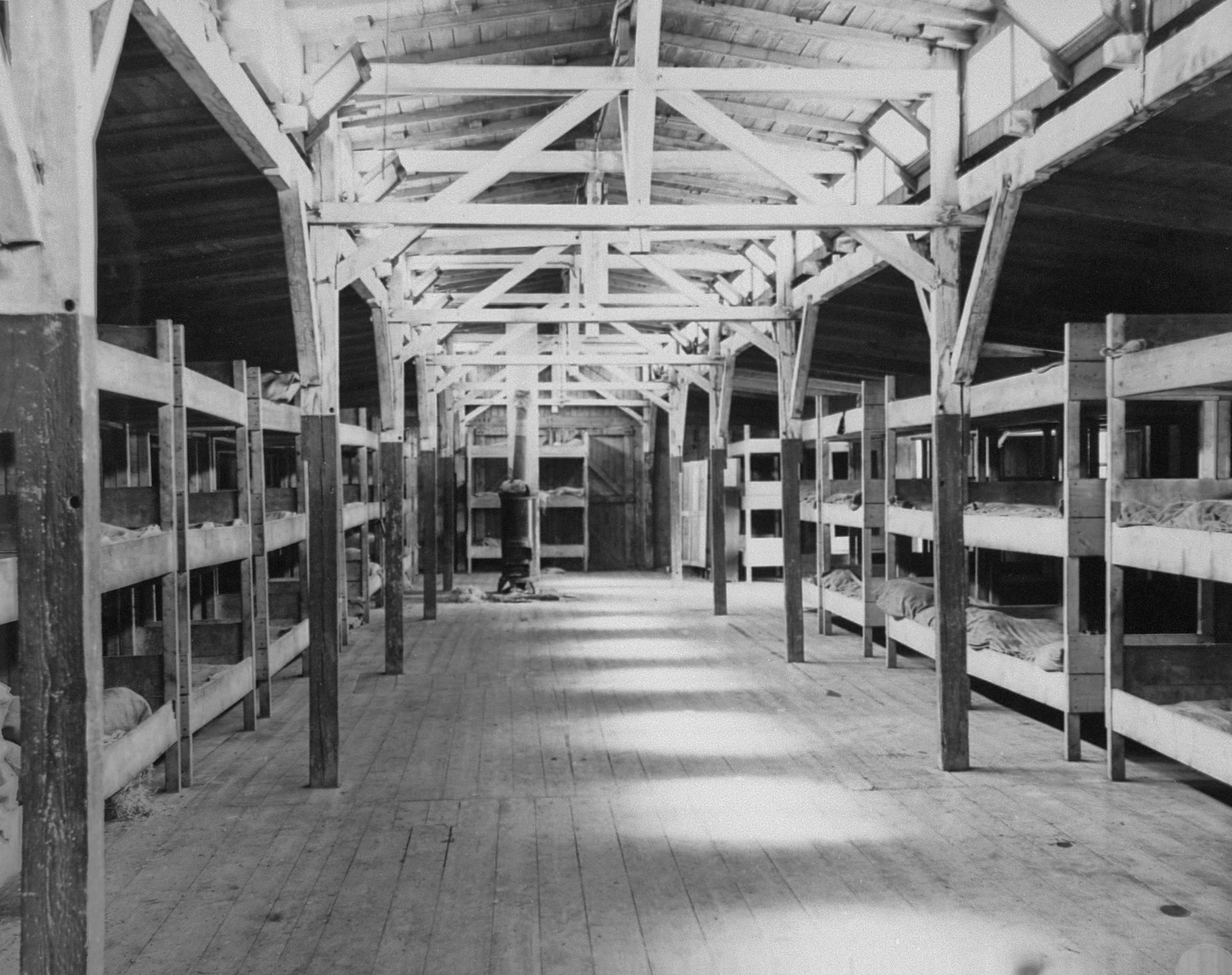
Innenansicht einer Baracke (5. Mai 1945)

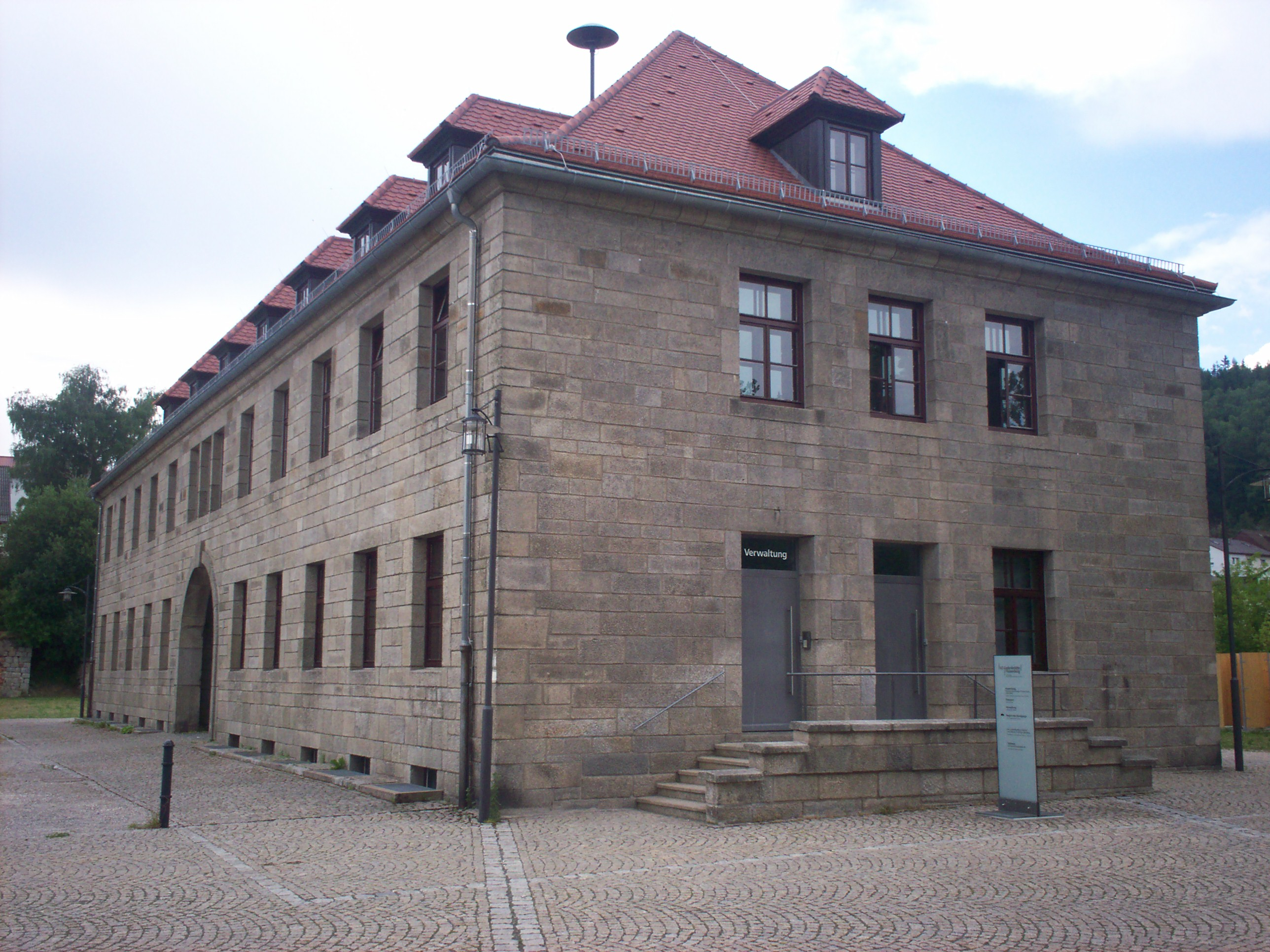
SS-Kommandantur (2008)

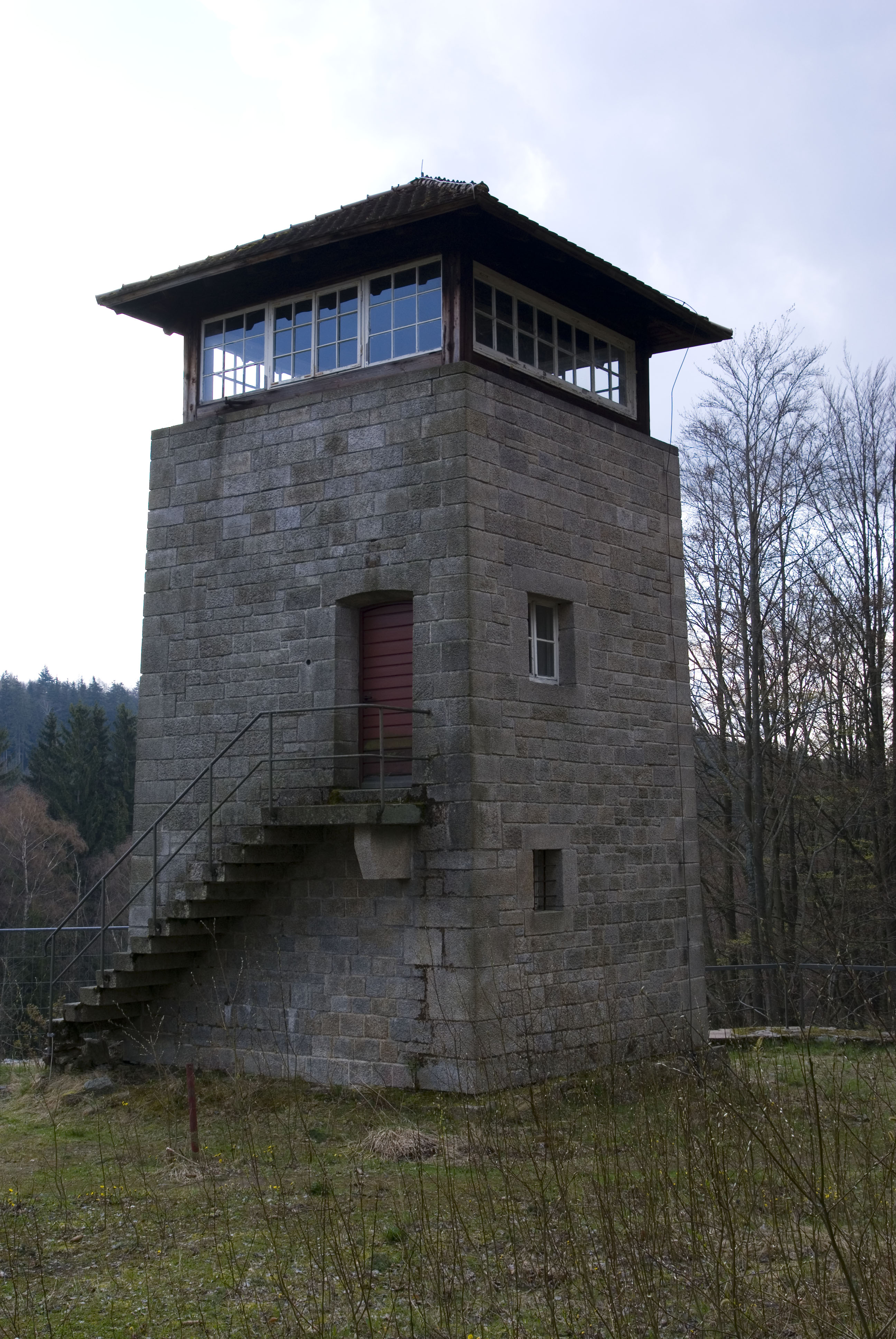
Wachturm (2008)

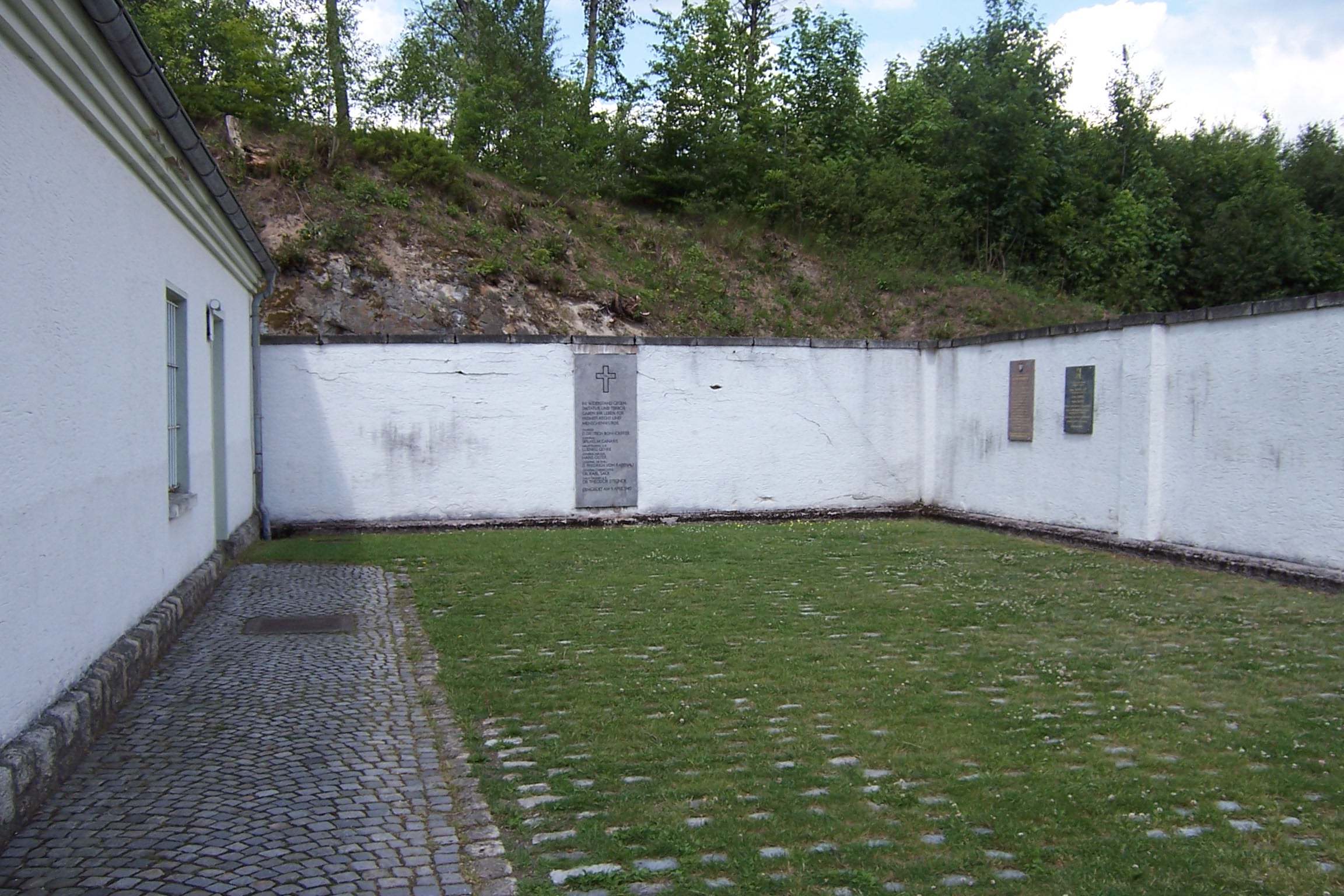
Hinrichtungsstätte im Arresthof KZ Flossenbürg (2008)

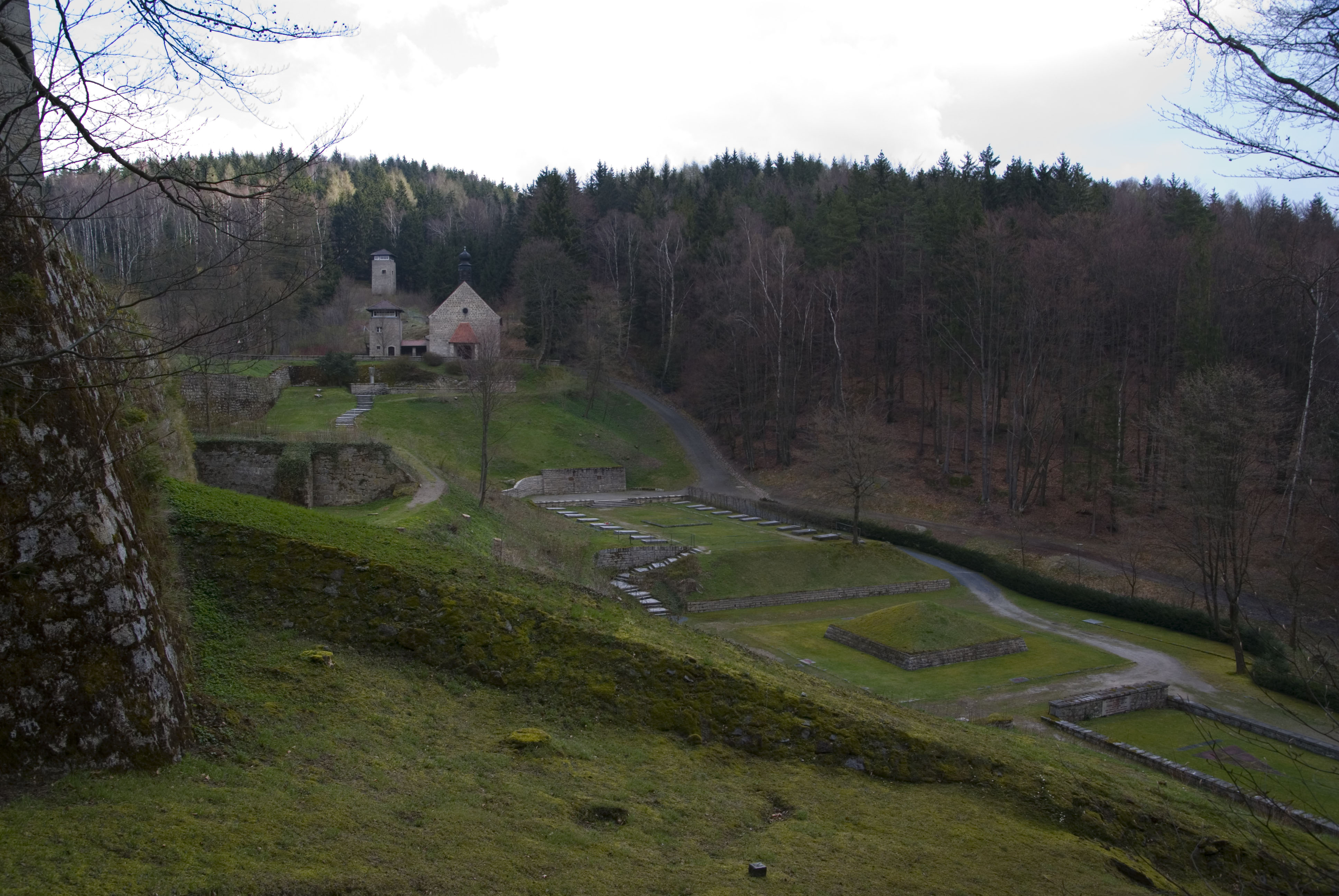
Gedenkanlage Tal des Todes (2008)

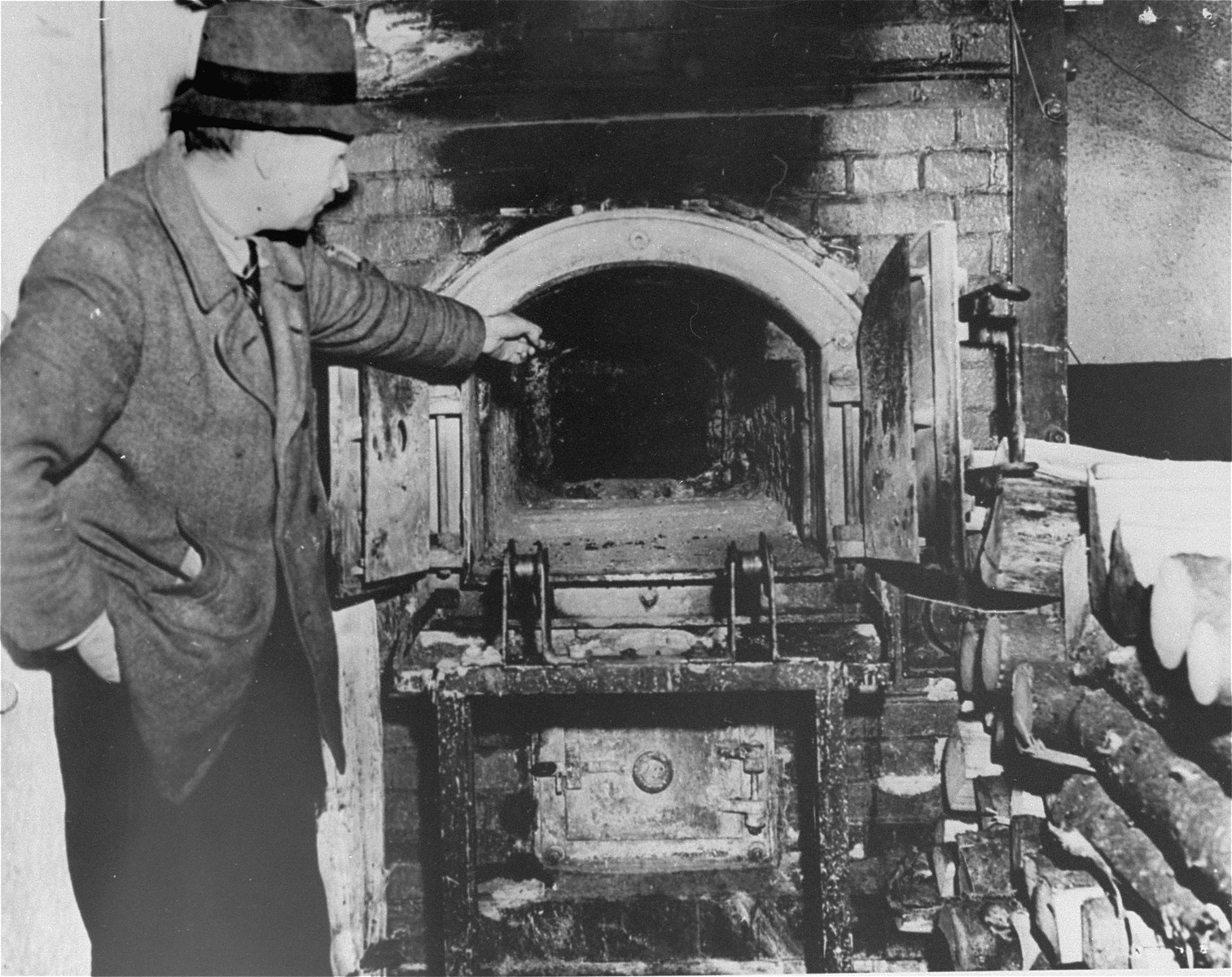
Krematorium mit französischem Überlebendem nach der Befreiung (4. Mai 1945)

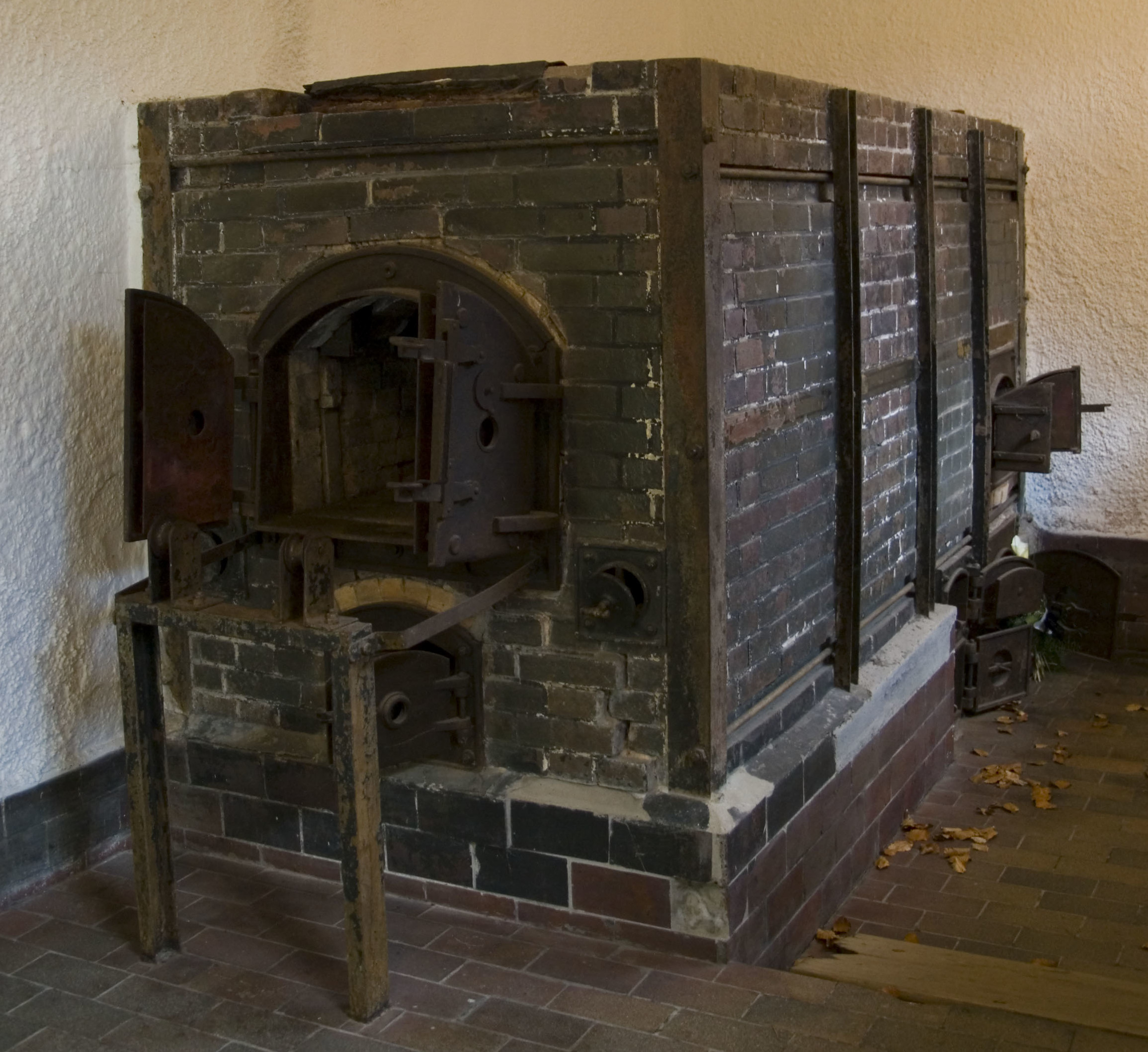
Krematorium (2008)

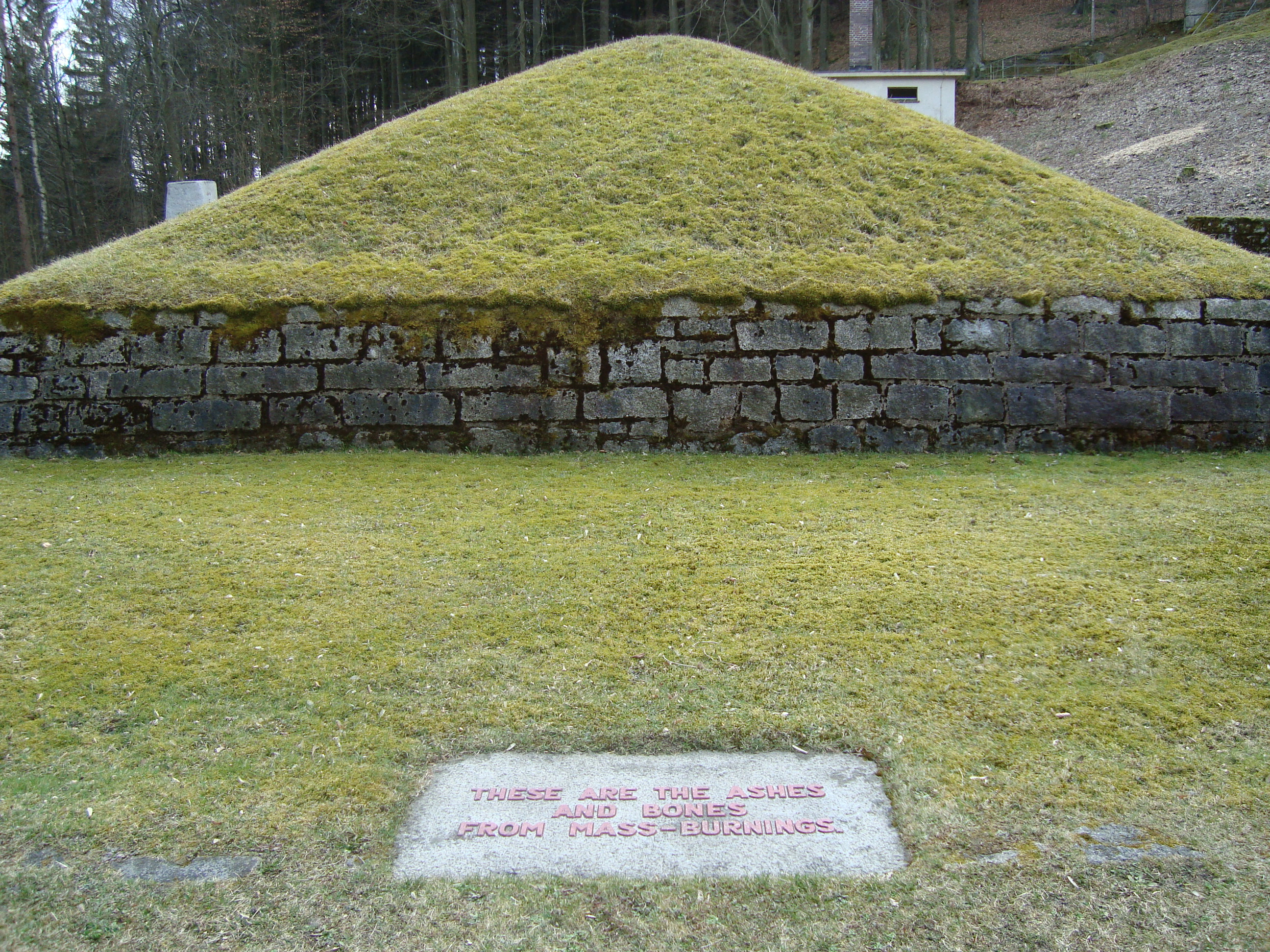
Aschepyramide als Denkmal (2015)

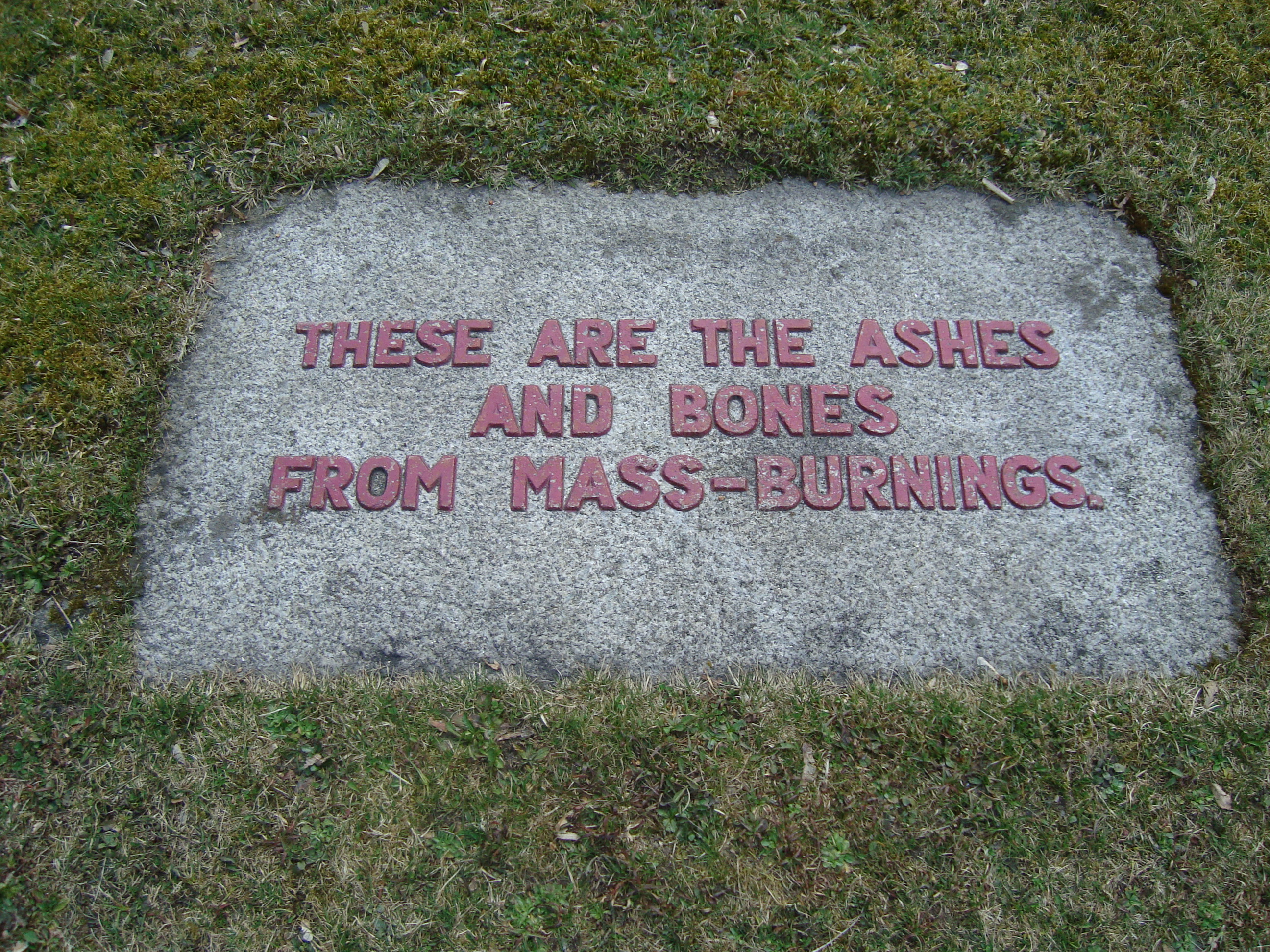
Gedenktafel der Aschepyramide (2015)

Das KZ Flossenbürg ⊙ war von Anfang an als ein Konzentrationslager zur Ausbeutung von Zwangsarbeitern für die wirtschaftlichen Interessen der SS geplant. In diesem ersten Lager einer neuen, der „zweiten Generation“ von Konzentrationslagern, richtete sich der Terror nicht mehr nur gegen die politischen Gegner der Nazis, sondern auch gegen gesellschaftliche Außenseiter. Als geeignete Standorte wurden Steinbrüche (neben Flossenbürg Mauthausen und Natzweiler) oder Ziegeleien mit Lehmgruben (wie Neuengamme) ausgewählt.
Dieser neue Typus Konzentrationslager trug u. a. der Tatsache Rechnung, dass die SS gleichzeitig mit dessen Gründung erstmals begann, eigene wirtschaftliche Ziele zu verfolgen. Spätestens Mitte 1937 begann die SS, sich nach geeigneten Steinbrüchen umzusehen. Himmler traf mit Hitler und Speer eine Vereinbarung, dass Gefangene zur Baustofferzeugung für die nationalsozialistischen Bauvorhaben eingesetzt werden können. Diese wird häufig als „Anordnung des Führers anlässlich einer Besprechung beim Führer mit dem Reichsführer SS und Architekt Speer“ bezeichnet. Billigste rechtlose Arbeitskräfte sollten profitabel in den eigens zu diesem Zweck gegründeten Deutschen Erd- und Steinwerken (DEST), die Himmler unterstanden, ausgebeutet werden. In diesen Lagern steigerte das Regime den Terror zu einer absoluten und perfektionierten, bisher ungekannten Machtfülle, die mit unmenschlicher Zwangsarbeit, Hunger, Willkür und Schikane die Vernichtung von Menschen einplante und später fabrikmäßig organisierte – und das durchaus nicht nur im Geheimen, denn Terror wirkt durch weitestmögliche Einschüchterung.
Infolgedessen wurde der Bau des Konzentrationslagers vor der Bevölkerung nicht geheim gehalten. Von Anfang an waren an der Erstellung der benötigten Infrastruktur sowie am Lageraufbau öffentliche Verwaltungen und Privatunternehmen beteiligt. Die Berliner Kämper & Seeberg AG lieferte sämtliche Baracken ⊙ ⊙ ⊙ ⊙; die Notbeleuchtung lieferte die Münchner Gebr. Schwaiger GmbH, die auch für die KZs Dachau und Mauthausen, die SS-Totenkopfstandarte „Ostmark“ sowie für die Sturmbann-Verwaltung II/SS3 in Tobelbad bei Graz geliefert hatte. Für die Elektroinstallation bewarb sich die Firma Hans Krapf aus dem nahen Floß. Auf Spengler-, Installations- und Sanitärarbeiten bewarb sich die Firma Hans Kraus aus Weiden. Auch die Lieferung von Lebensmitteln für die Gefangenen und den SS-Totenkopfverband übernahm vielfach die private Wirtschaft.
Schon der Aufbau des Lagers, das ursprünglich für 3000 Häftlinge und 400 bewachende SS-Leute geplant wurde, war vom erwähnten Terrorregime, von unzureichender Ernährung und Unterbringung sowie von täglichen Schikanen bis hin zum Mord an Einzelnen durch die SS und ihre Helfershelfer gekennzeichnet. Bevor der Aufbau des Lagers mit einer angrenzenden SS-Kaserne, Stacheldrahtsicherungen und Wachtürmen ⊙ ⊙ ⊙ sowie Küche ⊙ und Wäscherei ⊙ abgeschlossen war, begann bereits die Arbeit im Steinbruch ⊙. Im Frühjahr 1940 belief sich die Stärke der SS-Wachmannschaften auf etwa 300 Mann, zusätzlich waren etwa 90 Angehörige im Kommandanturstab tätig. 1945 betrug die Zahl der SS-Angehörigen etwa 3000 Männer und Frauen.
Zum Zeitpunkt der Errichtung des KZ zeichnete sich aus Regierungssicht eine riesige Nachfrage nach Baumaterialien durch das Reich ab. Großstädte wie Berlin, München u. a. sollten in „Führerstädte“ umgestaltet, die Infrastruktur für den geplanten Krieg (militärische Produktionsstätten u. a.) vorangetrieben werden. Himmler und die SS boten an, rasch und billig Natursteine und Ziegel zu liefern. Dafür pachteten die DEST 1938 für zehn Jahre vom Land Bayern ein Gelände am Wurmstein. Am 20. Juli 1938 wurde im Beratungsbuch des Gemeinderates Flossenbürg festgehalten, dass ein Pachtvertrag über den Plattenberg zur Errichtung einer Siedlung für SS-Angehörige auf unbestimmte Zeit geschlossen werde.
Im Februar 1943 begann in Flossenbürg die Produktion für das Jagdflugzeug Messerschmitt Bf 109 der Messerschmitt GmbH Regensburg in den umfunktionierten Steinmetzhallen ⊙ der DEST mit 200 Gefangenen. Aus den von der DEST für das Werk Flossenbürg angefertigten Monatsberichten Mai bis Juli 1943 geht eindeutig hervor, dass die Ausweitung der Flugzeugproduktion in Flossenbürg bereits vor der Bombardierung des Messerschmitt-Werkes Regensburg im August 1943 geplant worden war. Anfang 1944 arbeiteten schon 2000, im Oktober des gleichen Jahres über 5200 Gefangene in der Flugzeugproduktion. Galt für die Zwangsarbeit (im Steinbruch) ein Zwölf-Stunden-Tag, so wurde bei der Produktion für Messerschmitt auf ein Drei-Schicht-System mit acht Stunden je Arbeitsschicht umgestellt.
Die Einweisungen zwischen 1938 und 1945 in ständig steigender Zahl zeigen in anschaulicher Weise einen Wandel in der Herkunft der Häftlinge. Überwogen in den Jahren 1938 und 1939 deutschsprachige Häftlinge, die mehrheitlich mit einem grünen Winkel als Zeichen für sogenannte Berufsverbrecher in kriminalpolizeilicher Vorbeugungshaft gekennzeichnet waren, änderte sich das Verhältnis ab 1940. Die Zahl der ausländischen Häftlinge stieg kontinuierlich mit der Besetzung weiterer Nachbarstaaten an. Die ausländischen Häftlinge erhielten in der Regel einen roten Winkel als Zeichen für politische Häftlinge, wobei die Nationalität durch ein entsprechendes Buchstabenkürzel im Winkel bezeichnet war.

## Betrieb

### Geschichtlicher Überblick
- 3. Mai 1938: Die ersten 100 Häftlinge aus dem KZ Dachau trafen ein.[14][2] Reichsführer SS Heinrich Himmler wurde vom Inspekteur der KZ Theodor Eicke über dieses Ereignis informiert. Die Häftlinge arbeiteten in drei Steinbrüchen der Deutschen Erd- und Steinwerke GmbH (DEST) der SS, ab 1941 in vier Steinbrüchen.
- Ende 1938 waren etwa 1500[2] Häftlinge als „Berufsverbrecher“ in polizeilicher Vorbeugehaft inhaftiert. In diese Haft konnte man schnell auf reinen Verdacht durch die Kriminalpolizei und ohne richterlichen Beschluss gelangen. Das Lager wurde wegen der Kennzeichnung der inhaftierten „Asozialen“ und „Kriminellen“ mit einem grünen Winkel auch als Grünes Lager bezeichnet.
- 27. September 1939: 981 mit Rotwinkeln gekennzeichnete Häftlinge kamen vom Block IV des KZ Dachau wegen vorübergehender Schließung nach Flossenbürg und blieben bis zum Frühjahr 1940.[15] Sie behielten währenddessen ihre Dachauer Nummern.
- April 1940: 1000 meist politische Häftlinge kamen vom KZ Sachsenhausen nach Flossenbürg. Ende 1940 waren über 2600[16] Häftlinge im Lager untergebracht. Heinrich Himmler besuchte das KZ Flossenbürg, das dann in die Lagerkategorie II (für „schwer belastete, jedoch noch erziehungs- und besserungsfähige Häftlinge“) eingestuft wurde.
- 1940: Ein Krematorium wurde in Auftrag gegeben. Den Zuschlag erhielt die auf Abfall- und Müllverbrennungsanlagen spezialisierte Firma Kori aus Berlin. Zuvor waren die Leichen im Krematorium der Stadt Selb verbrannt worden, doch die Kapazitäten reichten dort nicht mehr aus. Ende 1940 nahm das KZ-Krematorium Flossenbürg ⊙ den Betrieb auf. Ab Ende 1944 reichte die Kapazität des Ofens nicht mehr aus, sodass die Toten im Freien verbrannt wurden.[17]
- Dezember 1940 / Januar 1941: Polnische Häftlinge vom KZ Auschwitz kamen nach Flossenbürg; bis Mitte 1941 waren es etwa 700.[18]
- Februar 1941: Beginn der systematischen Ermordung bestimmter Gruppen von Häftlingen im Geheimen durch die SS. Dies blieb im Lager nicht unbemerkt. Den Tötungsaktionen fielen etwa 2500 Menschen zum Opfer.[19]
- Herbst 1941: Es kamen 2000 sowjetische Kriegsgefangene, die in drei extra eingezäunten Baracken untergebracht wurden. Die Gesamtzahl der Häftlinge lag nun bei über 5000. Gleichzeitig fahndete in der Region die Gestapo nach sogenannten „unbrauchbaren Elementen“[20] unter den sowjetischen Gefangenen. 1942 wurden die Kriegsgefangenen in andere KZ deportiert.
- 1942: In Flossenbürg wurde die Kommandantur ⊙ erbaut. In diesem Jahr befanden sich 1500 polnische Häftlinge im Lager.
- Februar 1942: Es entstanden die ersten Außenlager des KZ Flossenbürg. Das erste Außenlager war Stulln.[21]
- 1943: 4000 Häftlinge befanden sich in Flossenbürg, von denen ausländische Häftlinge den Großteil ausmachten. Die größte Gruppe waren Polen, gefolgt von sowjetischen Kriegsgefangenen und sowjetischen Zivilarbeitern. Nach der Kriegshälfte kamen Franzosen, Belgier und Holländer.
- Mitte bis Ende 1944 kamen 8126 osteuropäische Juden nach Flossenbürg.
- 1943: Zur Steigerung der „kriegswichtigen Produktion“ kooperierte der Messerschmitt-Konzern 1943 mit den Deutschen Erd- und Steinwerke GmbH (DEST) und der SS[22], und es wurden Teile der Produktion von der Regensburger Messerschmitt GmbH nach Flossenbürg verlagert.[23] Die Steinbrüche, in denen noch 530 Häftlinge arbeiteten, verloren an Bedeutung. Anfang 1945 wurde die Produktion von Granit eingestellt.
- Im Herbst 1944 befanden sich 8000 Häftlinge im überfüllten Lager.[24] Unter dem letzten Lagerkommandanten Max Kögel verschlechterte sich die Lage der Gefangenen dramatisch. Flossenbürg wurde zum Zentrum eines weit verzweigten Lagersystems mit fast 90 Außenlagern. Über 5000 Häftlinge arbeiteten für Messerschmitt (Tarnname „Kommando 2004“) bei der Produktion des Jagdflugzeuges Messerschmitt Bf 109[25][23]
- Ende 1944: Für die Kriegsproduktion wurde in mehr als 70 Außenlagern von Flossenbürg gearbeitet. Leitmeritz und Hersbruck waren die größten davon.
- April 1945: Kurz vor Kriegsende wurde Flossenbürg in mehreren Todesmärschen „evakuiert“.
- 23. April 1945: Das KZ Flossenbürg wurde durch die US-Armee befreit.[26]

### Schlussphase des Lagers 1943–1945
Etwa 100.000 Gefangene waren insgesamt in dem Lager. Von ihnen starben mindestens 30.000. Trotz ständiger Lagererweiterungen überstieg die Zahl der Insassen die Aufnahmefähigkeit stets bei weitem. Die Bedingungen im Lager waren unvorstellbar hart. Die schwere Arbeit in den Steinbrüchen und die unzureichende Versorgung der Gefangenen sowie die Grausamkeit der Bewacher kosteten vielen Häftlingen das Leben.
Das KZ Flossenbürg wurde nach 1943 zu einem umfangreichen Netz mit über 70 Außenlagern (siehe Liste der Außenlager des KZ Flossenbürg) in Bayern, Sachsen (v. a. in Dresden) und Böhmen ausgebaut. Ab 1943 wurden die KZ-Gefangenen für die Produktion in Rüstungsbetrieben wie die Universelle-Werke J. C. Müller & Co. sowie zur Produktion von Messerschmitt-Flugzeugen ausgebeutet. Im April 1944 begann für die Häftlinge die „katastrophalste Phase ärztlicher Tätigkeit, ärztlichen Versagens und medizinischer Tötungspraxis“. Der Arzt Heinrich Schmitz führte zahlreiche unnötige Operationen durch, an denen nach Aufzeichnungen eines Häftlingsarztes etwa 250 Häftlinge starben.
1945 bildeten Häftlinge aus Polen, der Sowjetunion, Ungarn und Frankreich die größten nationalen Gruppen. Die lagerinterne „Häftlingsselbstverwaltung“ blieb jedoch in Flossenbürg fast ausnahmslos mehrheitlich in den Händen der „Grünwinkel“.
Die Nachkriegsklassifizierung der Konzentrationslager auf Reichsebene, die beispielsweise Dachau, Buchenwald und Sachsenhausen als „politische“ Lager einordnet, Flossenbürg jedoch eher als ein Lager der „Kriminellen“ und „Asozialen“ bezeichnet, rührt wohl in erster Linie aus dem geschilderten Sachverhalt.

### Gefangene
Im Konzentrationslager Flossenbürg waren zwischen 1938 und 1945 insgesamt etwa 100.000 Personen inhaftiert, darunter in etwa 1000 Sinti und Roma, jedoch wurde die Dokumentation der Lagerinsassen seit Mitte April 1945, vor der Befreiung des Lagers durch die 90. Infanterie-Division der U.S. Army am 24. April 1945 nicht mehr geführt.
Der Tagesablauf der KZ-Häftlinge war wie folgt:
| Uhrzeit     | Tätigkeit                                            |
| ----------- | ---------------------------------------------------- |
| 04:00       | Wecken                                               |
| 05:15       | Zählappell                                           |
| 06:00–12:00 | Arbeitszeit                                          |
| 12:00–13:00 | Mittagessen (einschließlich Hin- und Rückmarschzeit) |
| 13:00–18:30 | Arbeitszeit                                          |
| 19:00       | Zählappell (Dauer ca. 1 Stunde)                      |
| 20:45       | „Alles in die Baracken“                              |
| 21:00       | „Alles in die Betten“ – „Licht aus“                  |

| Uhrzeit                                  | Tätigkeit   |
| ---------------------------------------- | ----------- |
| 05:00                                    | Wecken      |
| Morgengrauen bis Einbruch der Dunkelheit | Arbeitszeit |

## Außenlager
Zum KZ Flossenbürg zählten über 70 KZ-Außenlager, unter anderem:
- Das größte Außenlager war das KZ-Außenlager Leitmeritz bei Litoměřice in Tschechien, das in Zusammenhang mit dem Bauvorhaben für U-Verlagerung Richard errichtet wurde und der Zwangsarbeit diente. Insgesamt durchliefen zwischen März 1944 und Mai 1945 etwa 18.000 Häftlinge das Lager, von denen etwa 4.500 Häftlinge zu Tode kamen.[35]

- Das KZ-Außenlager Hersbruck war das zweitgrößte Außenlager[36] des KZ Flossenbürg und bestand zwischen Mai 1944 und April 1945. Etwa 9.500 Häftlinge durchliefen das der Zwangsarbeit dienende Lager, davon kamen etwa 4.000 zu Tode.

## Räumung des KZ Flossenbürg

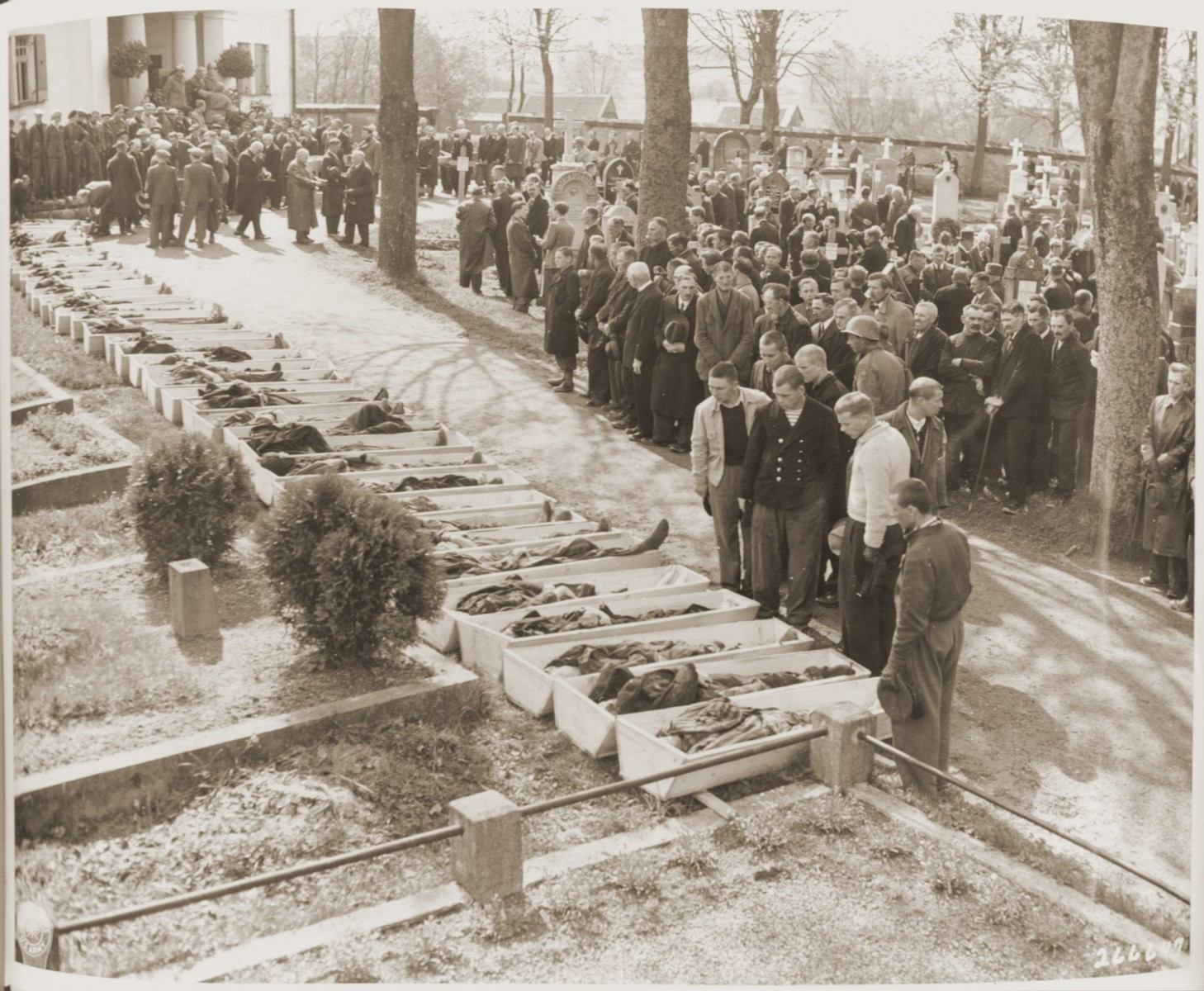
Begräbnis von Opfern der Todesmärsche in Neunburg vorm Wald (29. April 1945)

Zwar begann die SS am 8. April 1945 mit der Beseitigung von Spuren ihrer Taten im Konzentrationslager. Allerdings wurden noch am Morgen des 9. April 1945 auf ausdrücklichen Befehl Hitlers Bonhoeffer, Canaris, Gehre, Oster und Strünck, am 14. oder 15. April von Rabenau hingerichtet.
Anfang 1945 waren vermutlich zwischen 25.000 und 30.000 Häftlinge im Lager. Am 25. April 1945 befanden sich noch 14.802 Häftlinge im Lager. Viele von ihnen waren „Evakuierungs“-Transporte u. a. aus dem KZ Groß-Rosen im Februar 1945. 7.000 Häftlinge, die die Todesmärsche überlebten, wurden durch die US-Armee im Raum Cham, Pfrombach/Moosburg und Auerbach befreit. Die letzte Gruppe wurde am 2. Mai 1945 durch Amerikaner am Chiemsee befreit.
Als sich die Amerikaner dem KZ näherten, wollte die SS das KZ angeblich dem schwedischen Roten Kreuz übergeben. Deswegen wurden rund 400 freiwillige reichsdeutsche Häftlinge von der Lagerleitung zur „Lagerpolizei“ ernannt, die bis dahin Ordnung halten sollte. Lagerkommandant Max Koegel ließ die Leute in italienische Uniform kleiden und erklärte sie am 14. oder 15. April 1945 zu SS-Leuten. Sie wurden in SS-Baracken ⊙⊙ untergebracht und erhielten Gewehre. Dann wurden sie unterrichtet, was zu tun sei, wenn die Alliierten kommen.
Der SS-Standartenführer Kurt Becher teilte dem KZ Flossenbürg am 17. April 1945 mit, dass sich die Häftlinge gemäß Himmlers Befehl unverzüglich auf den Marsch nach Dachau machen sollten. Als er das Lager in einem „sehr repräsentativen Zustand“ vorfand, fragte er bei Himmler an, ob man das Lager nicht doch den Alliierten übergeben sollte. Er bekam am 19. April 1945 folgende Antwort von Heinrich Himmler: „Die Übergabe kommt nicht in Frage. Das Lager ist sofort zu evakuieren. Kein Häftling darf lebend in die Hände des Feindes fallen. Die Häftlinge haben sich grauenhaft gegen die Zivilbevölkerung in Buchenwald benommen. Gezeichnet Heinrich Himmler, Reichsführer SS.“

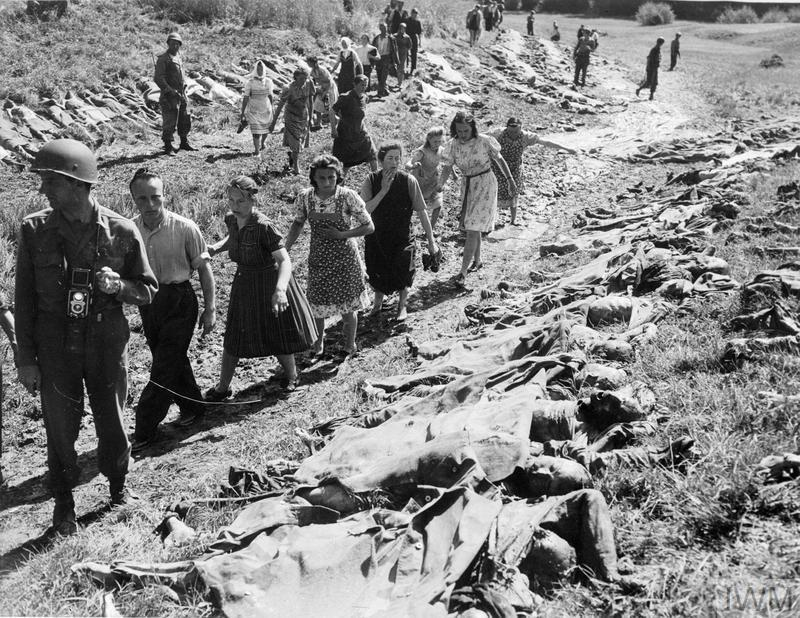
Deutsche Zivilisten schauen auf Todesmarsch-Verstorbene in Nammering (April 1945)

Am 19. April gegen 21 Uhr gab Koegel den Befehl, alle Häftlinge bis auf die Kranken nach Dachau zu bringen. Die SS-Offiziere Bruno Skierka, Hermann Pachen, Albert Roller und Schenk bekamen das Kommando über vier Marschkolonnen. Eine Marschkolonne bestand aus 2000 bis 4000 Häftlingen. Sonderhäftlinge und Ehrenhäftlinge wurden bereits am 4. April, 8. April, 15. April und 19. April 1945 nach Dachau gebracht. Nur eine Kolonne mit 2.654 Häftlingen erreichte das KZ Dachau am 28. April 1945. Diese setzte sich aus zuvor getrennten Gruppen zusammen, die sich auf dem Marsch wieder trafen. 1.526 meist kranke Häftlinge wurden in Flossenbürg zurückgelassen. Koegel begleitete eine Marschkolonne zwischen Cham und Straubing. Es wird vermutet, dass vor der Evakuierung ein Schießbefehl erteilt wurde. Häftlinge die nicht mehr gehen konnten, sollten getötet werden. Bekannt ist, dass während des Marsches angeordnet wurde, „ins Herz zu schießen und nicht in den Kopf“. Die Todesmärsche wurden bewacht und angeführt von SS-Soldaten oder Kapos; 1000 Häftlinge wurden von 40 Mann bewacht. Der genaue Verlauf der Evakuierung aus Flossenbürg ist nicht eindeutig nachvollziehbar, da sich die Hauptzüge aufteilten und sich während des Marsches wieder mit anderen Marschgruppen vereinten.
„Evakuierung“ aus dem KZ Flossenbürg
- 8. April 1945: Abtransport der Sonderhäftlinge des RSHA nach Dachau (Schuschnigg, Schacht, Halder, Thomas von Bonin)
- 9. April 1945: Abtransport weiterer Sonderhäftlinge nach Dachau (J. Müller, Liebig, v. Schlabrendorff)
- 14. April 1945: Abtransport von Sonderhäftlingen[48]
- 15. April 1945: Abtransport von Sonderhäftlingen
- 16. April 1945: etwa 2000 Häftlinge mit dem Zug bis nach Etzenricht (Route E)
- 17. April 1945: etwa 2000 Häftlinge über Schwarzenfeld, Taxöldern, Regensburg, Straubing (Route A)
- 17. April 1945: Abtransport jüdischer Häftlinge mit dem Zug bis nach Schwarzenfeld (Luftangriff) – Fußmarsch über Kemnath, Fuhrn, Neunburg vorm Wald, Asbach, Fronberg, Schwandorf (Route F): Unter dem Kommando von SS-Sturmbannführer Franz Berger wurden um 8 Uhr etwa 1.800 jüdische Häftlinge in 40 Güterwagen verladen. Man sagte ihnen, dass dies der letzte Marsch in den Tod sei. Der Zug wurde am Bahnhof Floß durch amerikanische Tiefflieger angegriffen. Die SS sprang aus dem Zug und ging in Deckung, während die Häftlinge im Zug bleiben mussten. Einige Häftlinge wurden durch den Angriff im Zug getötet, einige konnten fliehen. Die Lokomotive war zerschossen. Am nächsten Tag ging es mit einer neuen Lok weiter über Weiden auf eine Seitenstrecke bei Nabburg, wo der Zug stehen blieb. Gegen fünf Uhr morgens wurde der Zug wieder von amerikanischen Fliegern angegriffen, wodurch die Lokomotive Feuer fing. Am 19. April 1945 um sieben Uhr erreichte der Zug den Ort Schwarzenfeld, wo dieser wieder von amerikanischen Fliegern angegriffen wurde. 200 SS-Soldaten gingen in Deckung und stellten sicher, dass die Häftlinge den Zug nicht verließen. Einige Häftlinge versuchten bei diesem Luftangriff zu fliehen, die meisten von ihnen wurden dabei von SS-Bewachern getötet oder starben durch den Luftangriff. Die SS-Wachen verhinderten, dass die Insassen durch die Zivilbevölkerung versorgt wurden. Die verwundeten Häftlinge oder diejenigen, die zum Marschieren zu schwach waren, wurden von der SS erschossen. 140 Tote blieben am Bahnhof in Schwarzenfeld zurück. Abends am 19. April verließen sie Schwarzenfeld aufgeteilt in zehn Kolonnen, die in zehnminütigen Intervallen abmarschierten. Einige hatten die Route Schwarzenfeld, Kemnath, Fuhrn genommen, andere die Route Schwarzenfeld, Asbach, Taxöldern. In Neunburg vorm Wald trafen sich die meisten Kolonnen wieder.[49]
- 18. April 1945: etwa 2000 Häftlinge über Neustadt, Oberwildenau, Schwarzenfeld, Neunburg vorm Wald, Neukirchen-Balbini, Wetterfeld (Route B): Eine Kolonne ging von Neunburg vorm Wald nach Neukirchen-Balbini, diese wurde am 21. April 1945 in Neukirchen-Balbini befreit.[50]
- 19. April 1945: etwa 300 Häftlinge (Prominente, Blöcke 1 und 2, Häftlingsfunktionäre) mit dem Zug bis nach Nabburg – Fußmarsch über Klardorf, Kuntau (Route G): In Nabburg stoppten sie und marschierten zu Fuß Richtung Süden über Diendorf, Stulln, Schwarzenfeld, Schwandorf, Klardorf. In Klardorf löste sich die Kolonne auf, nachdem sich die Bewacher abgesetzt hatten.[51]
- 19. April 1945: etwa 750 Häftlinge (marschfähige Kranke, Generale, höhere Offiziere, die Blaupunkte W. Girnus und H. Golessa), befreit bei Heiligenkreuz in Oberbayern. Wegen der zum Großteil zerstörten Bahnstrecke stoppte der Zug in Schwandorf. Als ein Flugzeug auftauchte, versuchten einige Häftlinge zu fliehen. Hierbei wurden 41 Häftlinge getötet, 111 konnten fliehen. Zwei Gruppen zu 417 und 389 Häftlingen mussten Richtung Süden weitermarschieren. Nach 13 Tagen endete der Marsch mit der Befreiung bei Heiligenkreuz.[51]

„Evakuierung“ durch Marschkolonnen – 20. April 1945
Am 19. April 1945 befahl der Lagerkommandant Max Koegel einen Todesmarsch zum KZ Dachau. Etwa 1600 Gefangene blieben zurück, da sie marschunfähig waren.
- 20. April 1945: etwa 4000 Häftlinge über Pleystein, Moosbach, Pullenried, Winklarn, Rötz, Stamsried, Roding, Wetterfeld (ein Teil der Häftlinge befreit), Straubing bzw. Ergoldsbach (Route C): Eine Kolonne ging von Neunburg vorm Wald nach Stamsried, als sie auf dem Weg nach Pösing am 23. April von der 3. US-Armee befreit wurden.[52]
- 20. April 1945: etwa 4000 Häftlinge[52]
- 20. April 1945: etwa 4000 Häftlinge (Blocks 9, 10, 11, 12) über Pleystein, Winklarn, Rötz, Roding, Regensburg, Abensberg, Allershausen, München, Dachau (Route C) unter dem Kommando von SS-Wachen.[52]
- 20. April 1945: Vierte und letzte Evakuierungskolonne, etwa 2600 Häftlinge (darunter die Blaupunkte Hein Meyn und Werner Staake) über Waldthurn, Pleystein, Moosbach, Tröbes, Pirkhof, Winklarn, Rötz, Stamsried, Roding, Wetterfeld.[52]

Am 23. April 1945 erreichten die 90. und 97. Infanterie-Division der 3. US-Armee die Gemeinde und nahmen sie kampflos ein. Gegen 10:50 Uhr erreichten sie das Lager.
Von den zurückgebliebenen Gefangenen starben viele in den folgenden Wochen durch die Nachwirkungen der Lagerhaft. Nach Kriegsende wurden über 5000 Leichen entlang der Routen der Todesmärsche geborgen.

### Sühnekapelle Flossenbürg

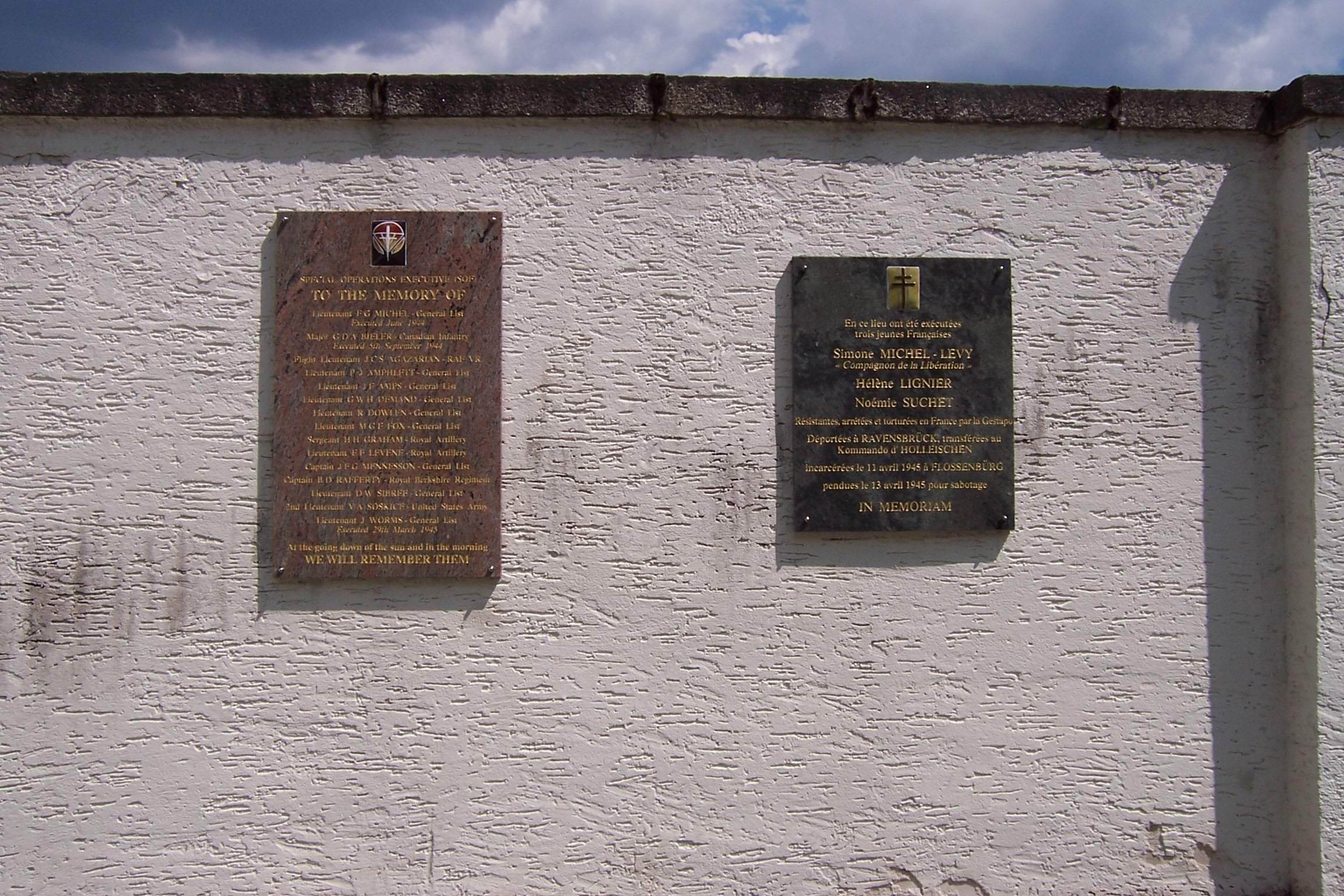
Gedenktafeln für hingerichtete britische Soldaten und französische Frauen der Résistance, Arrestblock-Hof (2008)

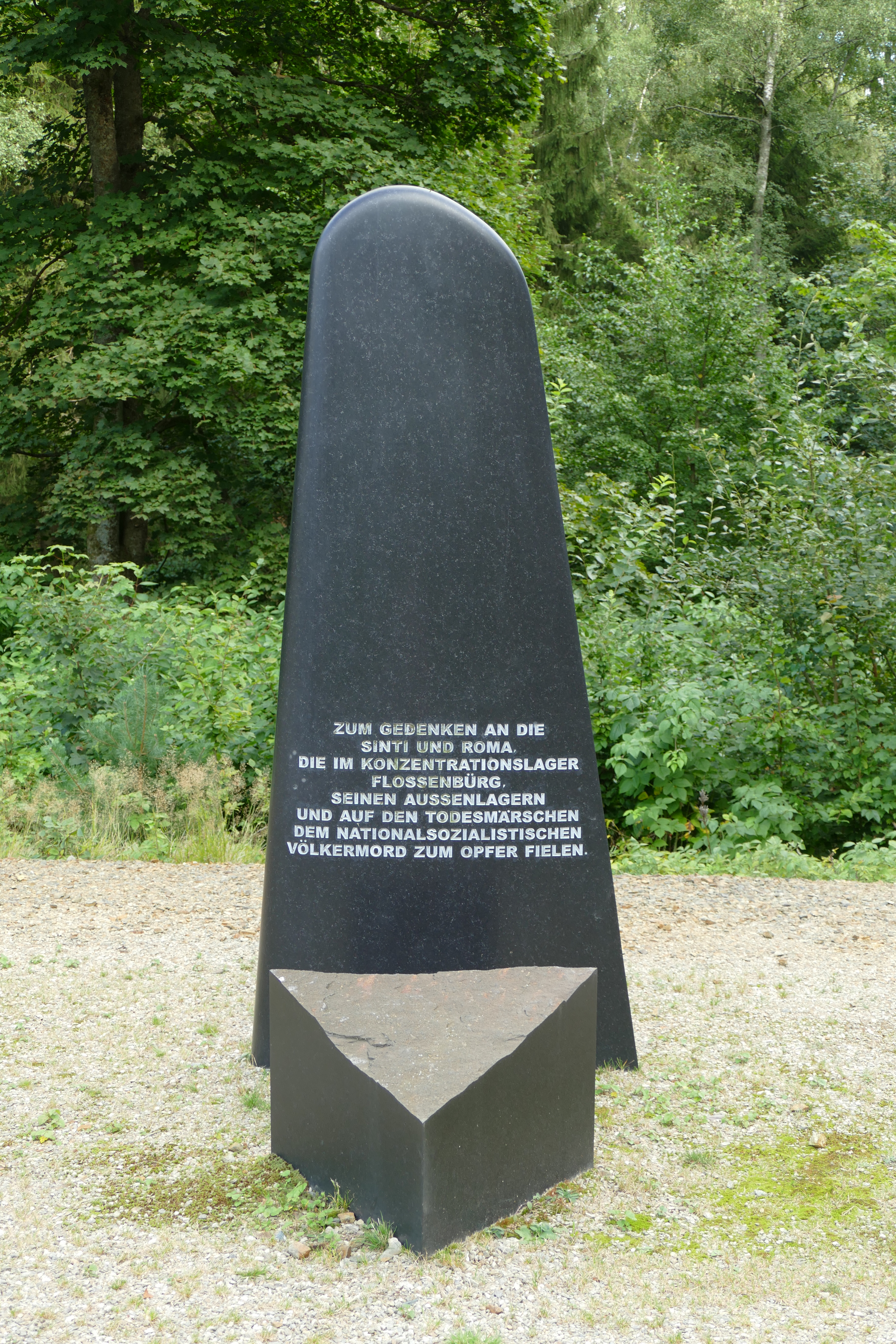
Gedenkstein für die ermordeten Sinti und Roma des KZ Flossenbürg und Außenlagern (2020)

## Aufarbeitung und Gedenken

### Kriegsverbrecherprozesse
Der Flossenbürg-Hauptprozess war ein 1946/47 von der United States Army in der amerikanischen Besatzungszone am Militärgericht in Dachau durchgeführter Kriegsverbrecherprozess. In diesem Prozess wurden 52 Personen angeklagt. Das Verfahren endete mit 40 Schuldsprüchen. Offiziell wurde der Fall als United States of America vs Friedrich Becker et al. – Case 000-50-46 bezeichnet. Dem Flossenbürg-Hauptverfahren schlossen sich 18 Nebenverfahren mit 42 Angeklagten an, die ebenfalls im Rahmen der Dachauer Prozesse stattfanden. Dabei kam es zu 24 Haftstrafen, davon acht lebenslänglichen Strafen, und sieben Freisprüchen. Es wurden elf Todesurteile ausgesprochen. Sechs Todesurteile wurden vollstreckt.

### Spätere Verfahren
Die Staatsanwaltschaft Weiden ermittelte 2014 gegen den ehem. SS-Mann Johann Breyer, der zu diesem Zeitpunkt in den USA lebte. Die Staatsanwaltschaft stellte Auslieferungsantrag, Breyer verstarb jedoch einen Tag vor der Entscheidung über den Antrag.
Im Juli 2021 gab die StA Weiden bekannt, man ermittle erneut, diesmal gegen einen 96-Jährigen aus Unterfranken, dessen Wehrpass mit Zuweisung zum KZ Flossenbürg im Internet aufgetaucht war. Man prüfe derzeit seine Prozessfähigkeit. Am 7. Oktober 2021 teilte die Staatsanwaltschaft Weiden mit, der Verdächtige sei im September 2021 kurz vor seinem 97. Geburtstag nach einem Krankenhausaufenthalt verstorben, deshalb habe man die Ermittlungen eingestellt.

### Häftlingsvereinigungen
Ehemalige Häftlinge, deren Familien und Nachkommen haben Vereinigungen gegründet, so die Amicale Nationale des Prisonniers Politiques et Ayants-Droits du Camp de Flossenbürg oder die Association des déportés et familles des disparus du camp de concentration de Flossenbürg et Kommando.

## Nachnutzung des Lagers
- Juni/Juli 1945 bis März 1946: Das ehemalige KZ-Lager Flossenbürg diente als amerikanisches Kriegsgefangenenlager für SS-Angehörige.[59][60][61]
- April 1946 bis Oktober 1947: Die Lagerbaracken wurden durch die UNRRA für über 2000 sogenannte polnische Displaced Persons genutzt.[59][60]
- 1. September 1946: Grundsteinlegung der Gedächtniskapelle ⊙, Einweihung am 25. Mai 1947[62]
- 3. Mai 1945: Auf Anweisung der US-Alliierten Aufbau des Ehrenfriedhofs im Ortskern von Flossenbürg,[63] Einweihung am 27. Oktober 1946
- Ab 1948: Aus Böhmen und Schlesien geflüchtete und vertriebene Deutsche nutzten die Lagereinrichtungen, bis sie eine anderweitige Unterkunft fanden.[64][60] Anschließend wurden die ehemaligen Lagerbaracken und andere Lagereinrichtungen abgerissen.[65]
- In den Jahren 1957 bis 1960 wurde ein großer Sammel-KZ-Friedhof ⊙ auf dem KZ-Gelände angelegt, über 5000 Verstorbene anderer bayerischer Konzentrationslager exhumiert und hierher umgebettet.[63]
- Ab 1958 wurden auf dem Areal der früheren Häftlingsbaracken ⊙ ⊙ Wohnhäuser errichtet.[66] Zuvor befanden sich hier die Gefangenenunterkünfte. Die charakteristische Anordnung der Gebäude ist in der Siedlung noch heute erkennbar. Bei dem Terrain handelt es sich um einen Hang, was für ein KZ untypisch war. Auf dem Foto ist links neben dem Kommandanturgebäude die erste Häuserreihe zu sehen. Andere Teile des Lagers wurden nach dem Krieg zeitweise gewerblich genutzt, beispielsweise als Lagerhallen.
- Die Kabelfabrik „ke-autoelektric“, ein Zulieferer von Bosch, nutzte Appellplatz ⊙ und ehemalige Wäscherei bis 1997 für seine Produktion.[67]
- Im Juni 2006 wurden die noch erhaltenen ehemaligen Gebäude des KZ zu Baudenkmälern (Einzeldenkmäler) und das gesamte ehemalige KZ-Gelände zum Bodendenkmal erklärt.[68][69][70]

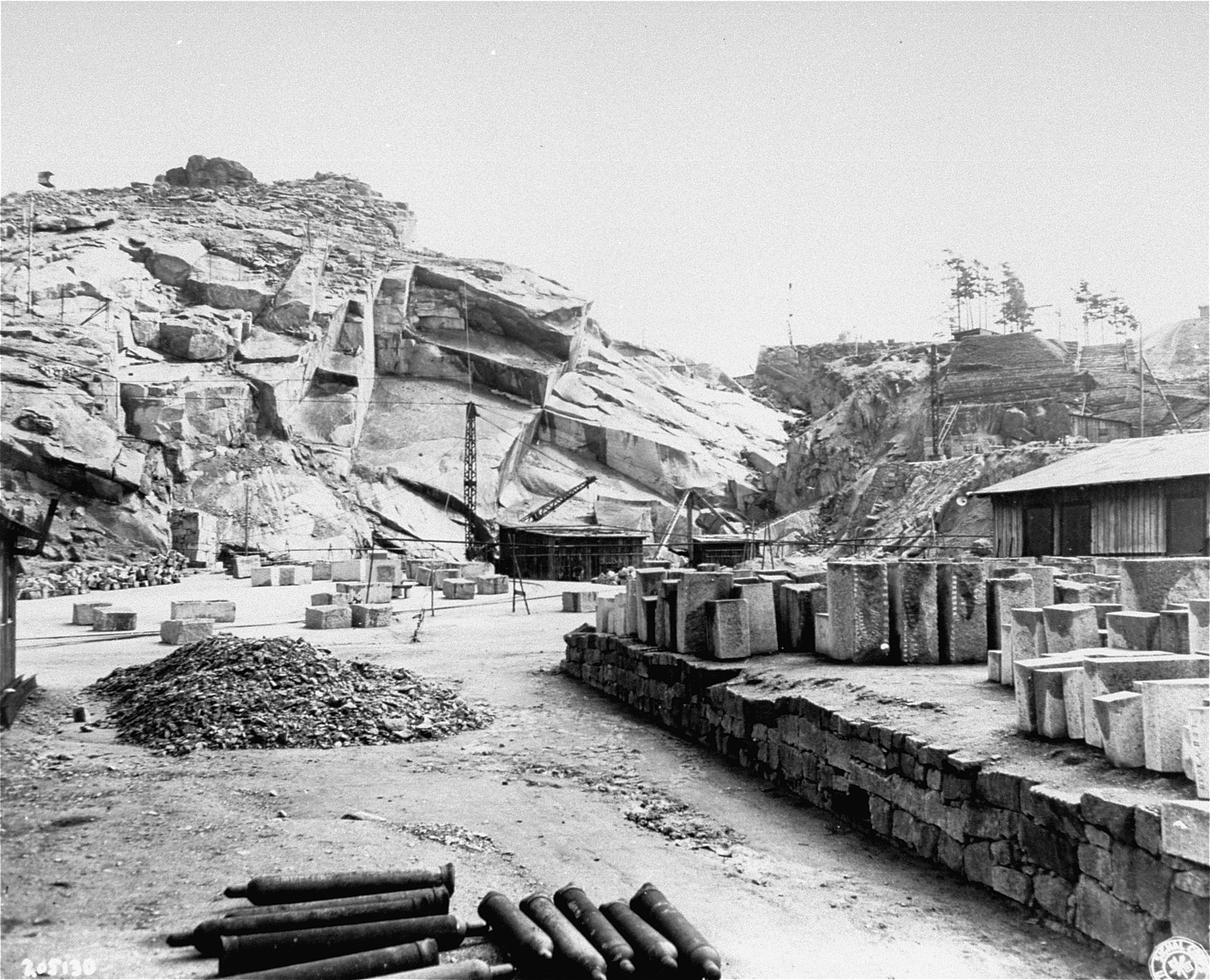
Steinbruch des KZ Flossenbürg (5. Mai 1945).

### Nutzung als Steinbruch bis 2024
Der Steinbruch, in dem die KZ-Insassen Zwangsarbeit leisten mussten, wurde auch im Jahre 2022 noch zur Granitgewinnung betrieben. Er wurde zuletzt 2004 vom Freistaat Bayern an die Granitwerke Baumann verpachtet. Der aktuelle Pachtvertrag läuft bis 2024. Aufgrund öffentlicher Kritik soll der Pachtvertrag nach Laufzeitende nicht verlängert und der Steinbruch dann in die KZ-Gedenkstätte Flossenbürg integriert werden  (Stand Januar 2018).

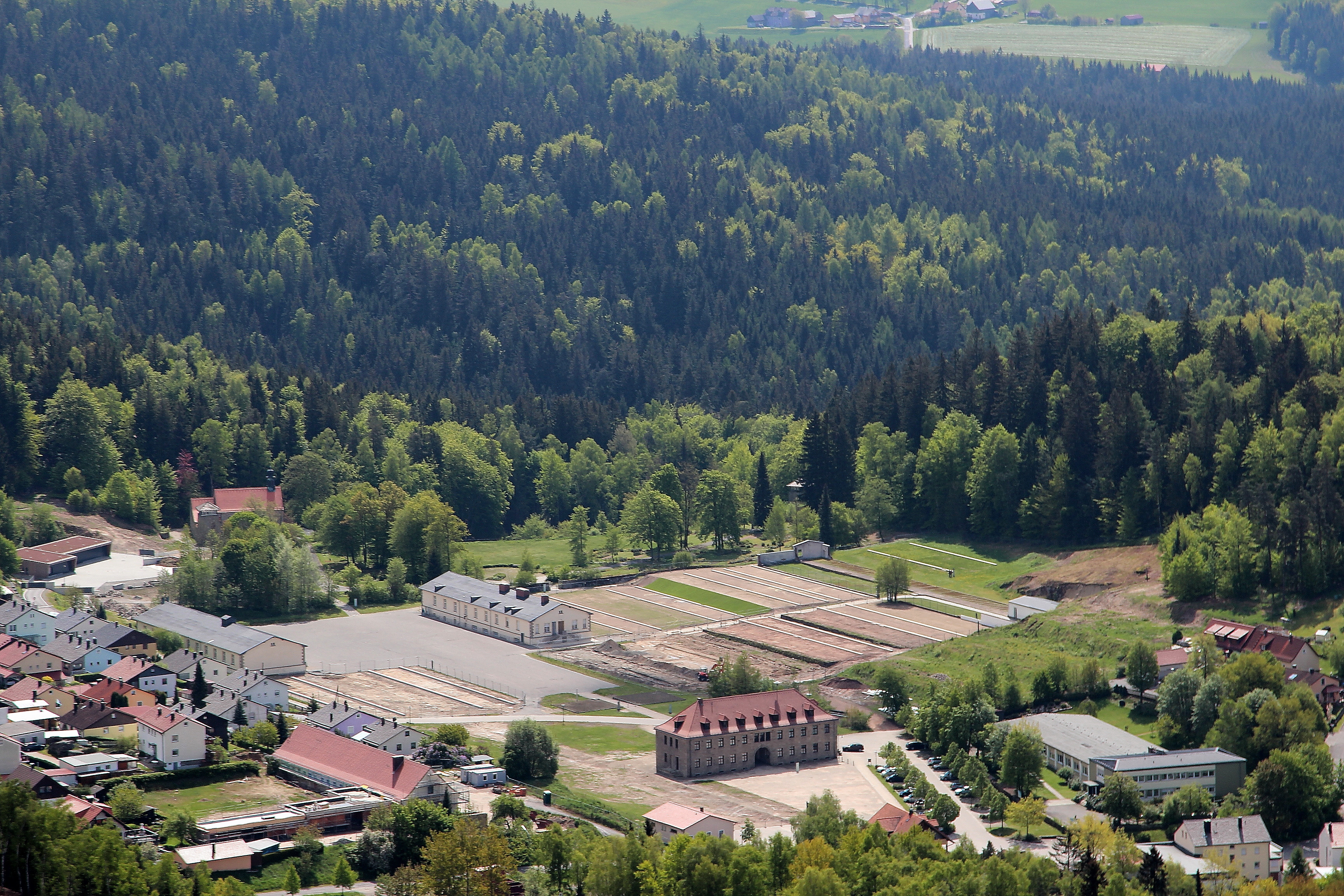
Überblick KZ-Gedenkstätte Flossenbürg (2014).

## KZ-Gedenkstätte Flossenbürg

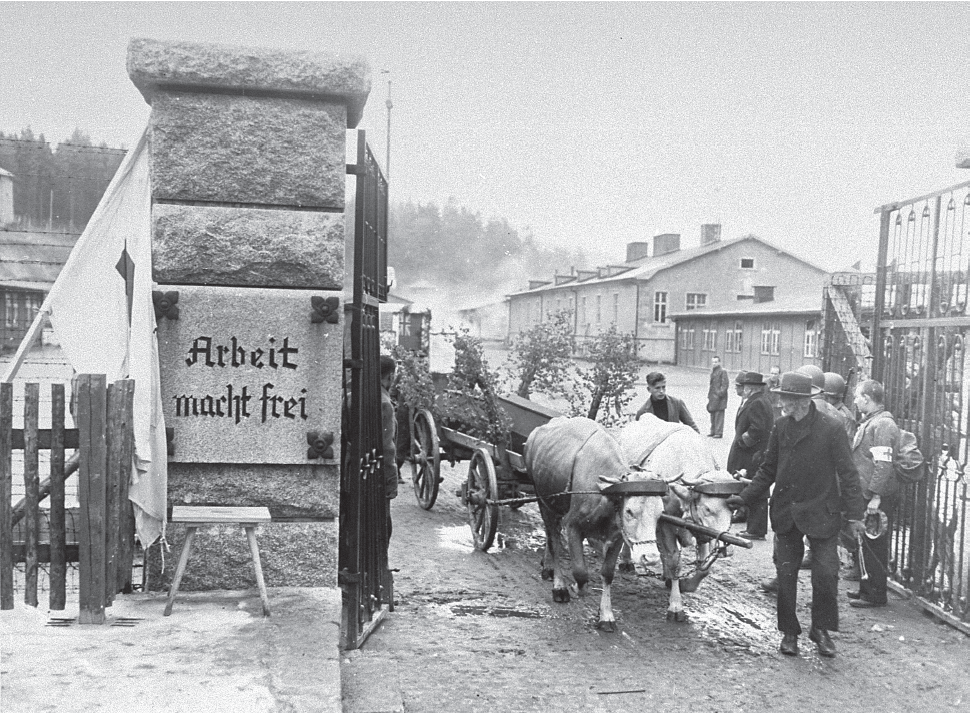
Eingang zum KZ Flossenbürg (3. Mai 1945)

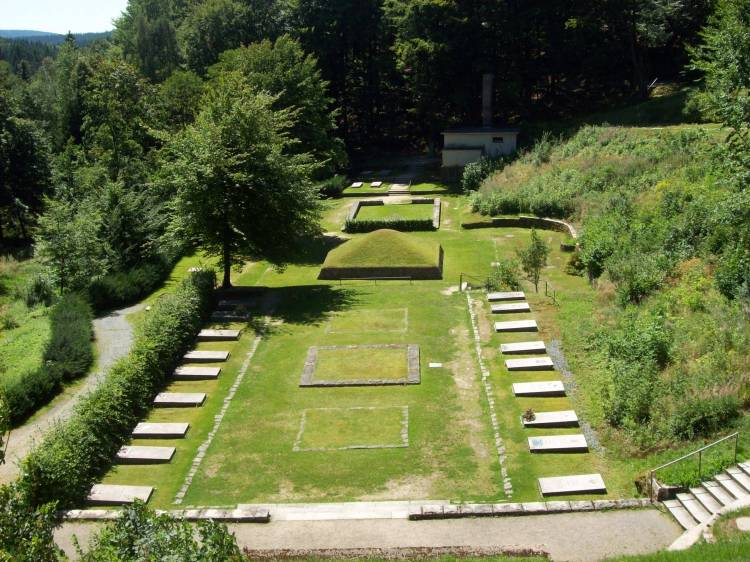
Gedenkstätte Tal des Todes (2008)

Die Ausstellung der KZ-Gedenkstätte Flossenbürg wurde 2007 im Gebäude der ehemaligen Wäscherei eröffnet. Seit 2003 befindet sie sich in Trägerschaft der Stiftung Bayerische Gedenkstätten.

## Listen

### Nationalitäten der Gefangenen
Nach dem wissenschaftlichen Ermittlungsstand von 2008:
| Land                 | Häftlinge |
| -------------------- | --------- |
| Polen                | 31.400    |
| Sowjetunion          | 22.000    |
| Ungarn               | 11.000    |
| Deutschland          | 9.097     |
| Frankreich           | 5.070     |
| Tschechoslowakei     | 4.263     |
| Italien              | 3.033     |
| Jugoslawien          | 1.952     |
| Belgien              | 849       |
| Österreich           | 676       |
| Griechenland         | 486       |
| Niederlande          | 411       |
| Litauen              | 267       |
| Lettland             | 166       |
| Spanien              | 143       |
| Rumänien             | 98        |
| Luxemburg            | 33        |
| Bulgarien            | 25        |
| Großbritannien       | 24        |
| Türkei               | 14        |
| Dänemark             | 13        |
| Norwegen             | 12        |
| Albanien             | 11        |
| Schweiz              | 11        |
| Arabische Staaten    | 6         |
| USA                  | 6         |
| Irland               | 3         |
| Portugal             | 3         |
| Argentinien          | 3         |
| Estland              | 2         |
| Andorra              | 1         |
| Finnland             | 1         |
| Chile                | 1         |
| Kanada               | 1         |
| China                | 1         |
| Unbekannter Herkunft | 9.000     |
| Gesamt               | 100.082   |

### Bekannte Häftlinge

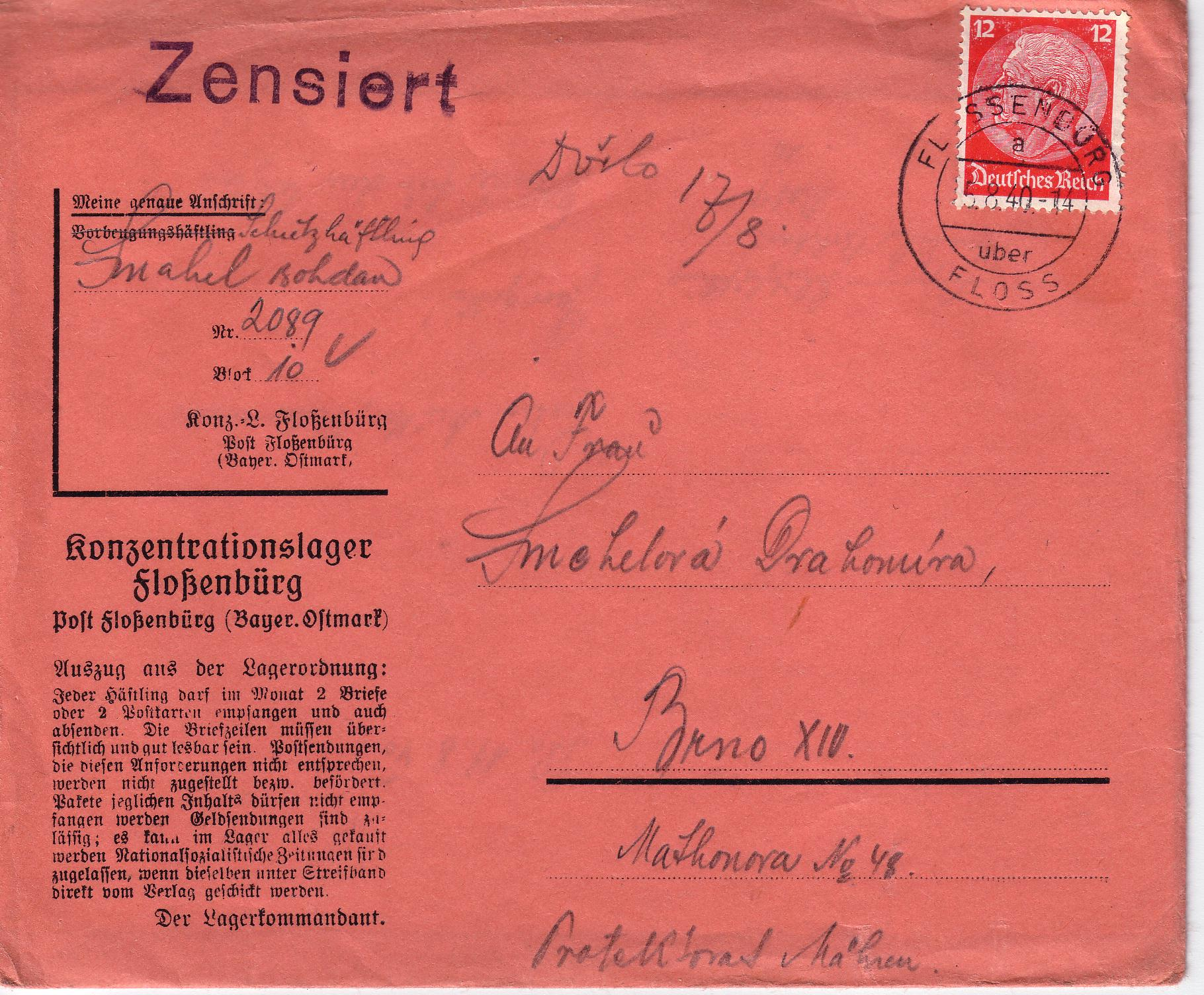
Häftlings-Postkarte mit Zensurstempel (5. August 1940).

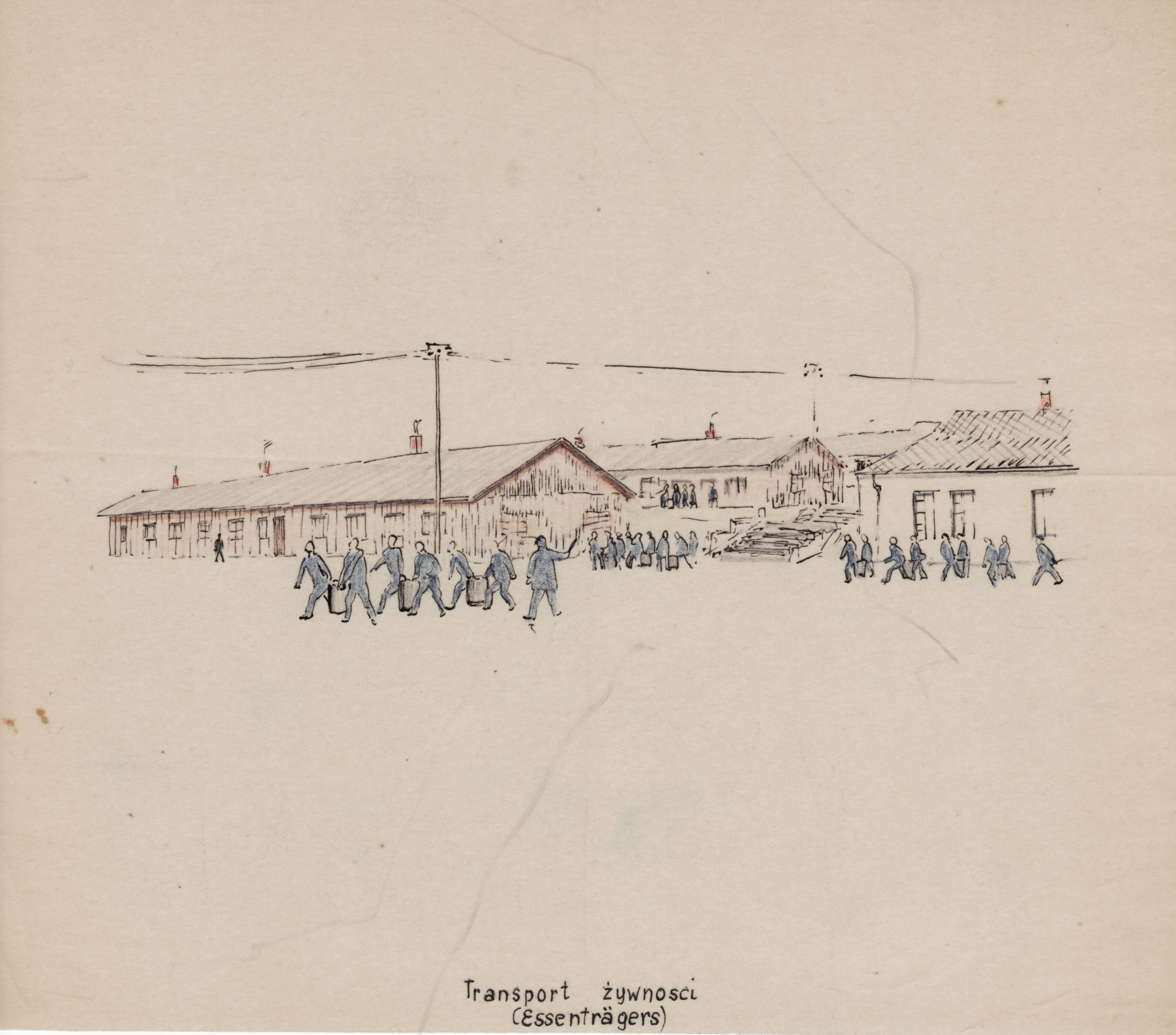
Essenträger, Zeichnung von S. Kryszak, Überlebender des KZ Flossenbürg

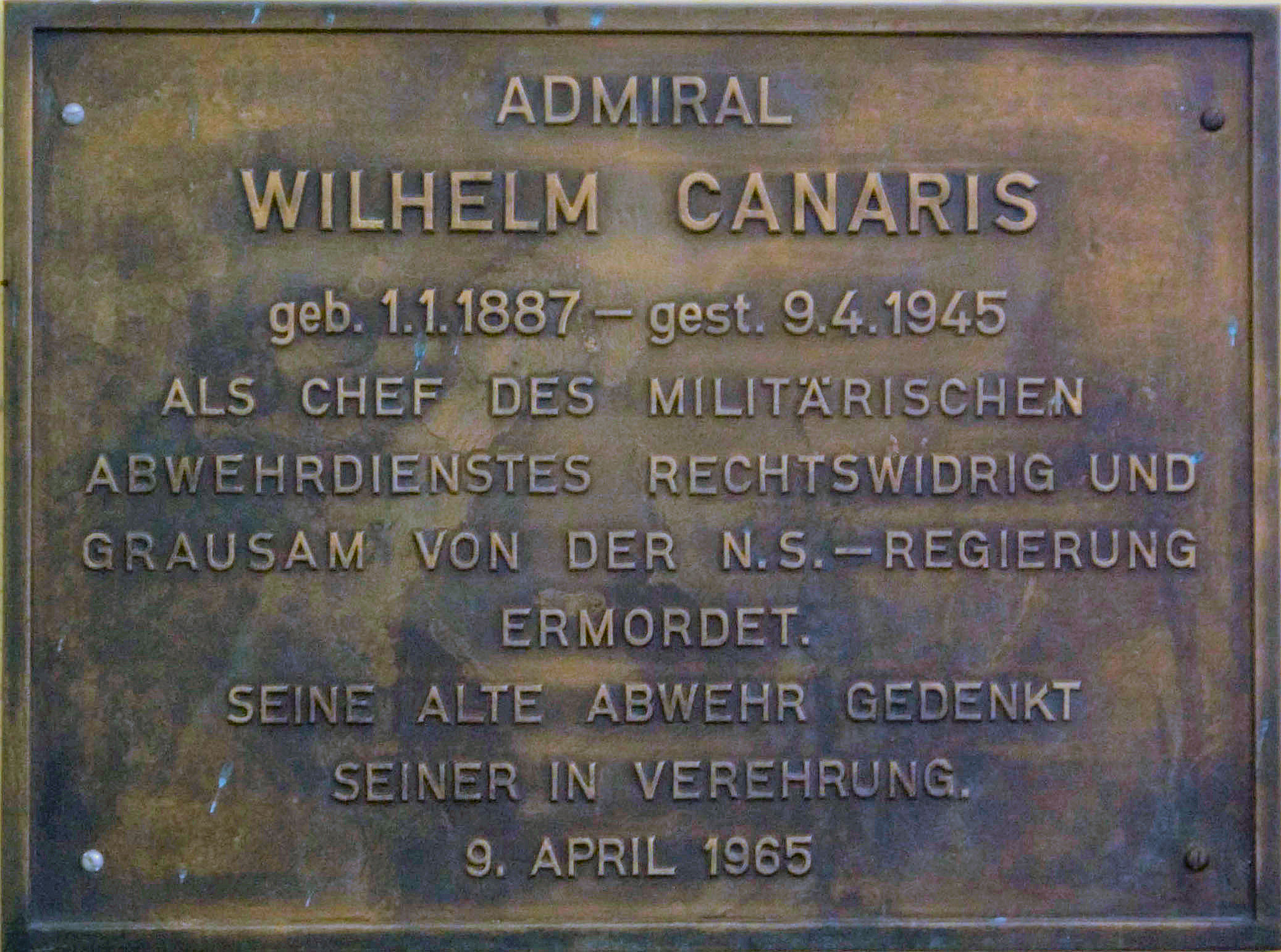
Gedenktafel für Wilhelm Canaris im KZ Flossenbürg

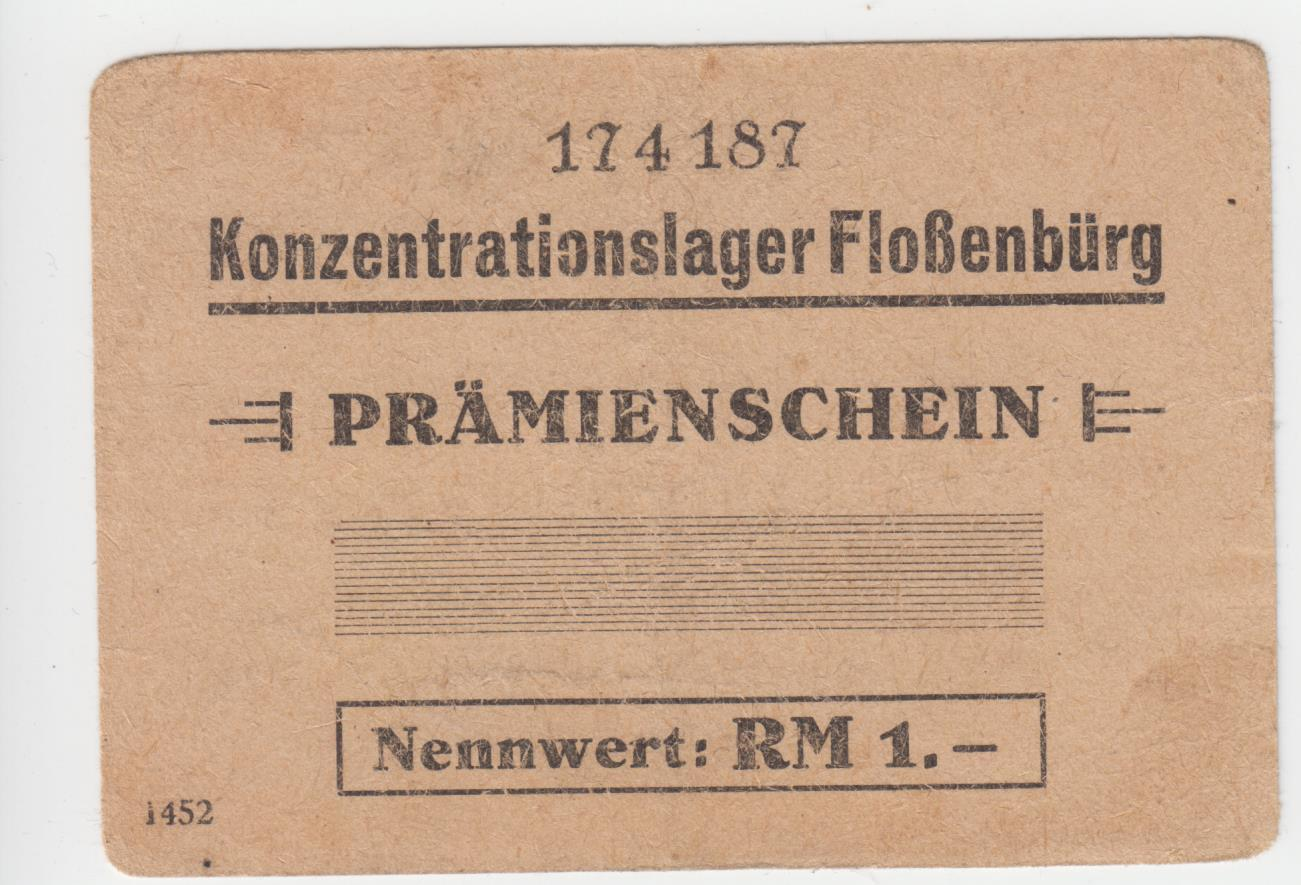
Prämienschein des KZ (Dokumentationsnachweis)

- Adam Abel (1886–1945), Schriftsteller, Bildhauer und Maler, starb kurz nach der Befreiung an den Folgen der KZ-Haft
- Jack Agazarian (1916–1945), britischer Agent (im KZ Flossenbürg hingerichtet)
- Ferdinand Berger (1917–2004), Widerstandskämpfer und hoher Polizeioffizier
- Dietrich Bonhoeffer (1906–1945), evangelischer Theologe und Widerstandskämpfer (im KZ Flossenbürg erhängt)
- Wilhelm Canaris (1887–1945), Admiral, deckte Offiziere, die sich dem Widerstand angeschlossen hatten (im KZ Flossenbürg erhängt)
- Gustav Canaval (1898–1959), Journalist
- Neus Català i Pallejà (1915–2019), spanische Widerstandskämpferin[73]
- Leopold Figl (1902–1965), österreichischer Politiker
- Goswin Frenken (1887–1945), Philologe und Literaturwissenschaftler
- Jack Garfein (1930–2019), Theater- und Filmregisseur, Schauspiellehrer
- Ludwig Gehre (1895–1945), Offizier und Widerstandskämpfer (im KZ Flossenbürg erhängt)
- Helga Hošková-Weissová (geboren 1929), tschechische Malerin, inhaftiert im Außenlager Freiberg
- Andrij Juschtschenko, Vater des ehemaligen ukrainischen Präsidenten Wiktor Juschtschenko[74]
- Záviš Kalandra (1902–1950), tschechoslowakischer Journalist, Historiker, Autor und Politiker
- Imrich Karvaš (1903–1981), (tschecho-)slowakischer Wirtschaftswissenschaftler und Politiker, 1939–1944 Gouverneur der slowakischen Nationalbank[75]
- Josef Kohout (1915–1994), KZ-Überlebender und bekannt durch das Buch Die Männer mit dem rosa Winkel
- Janusz Krasiński (1928–2012), polnischer Journalist, Dramatiker und Essayist
- Fridolín Macháček (1884–1954), tschechischer Historiker und Museologe, Autor des Berichtes Pilsen – Theresienstadt – Flossenbürg[76]
- Viktor Matejka (1901–1993), österreichischer Kulturpolitiker und Schriftsteller
- Ernest Mandel (1923–1995), marxistischer Ökonom und Widerstandskämpfer
- Hans Oster (1887–1945), General und Widerstandskämpfer (im KZ Flossenbürg erhängt)
- Ernst Perels (1882–1945), Vater des Widerstandskämpfers Friedrich Justus Perels (1910–1945), starb kurz nach der Befreiung an den Folgen der KZ-Haft
- Eugenio Pertini (1894–1945), Bruder des ehemaligen italienischen Staatspräsidenten Sandro Pertini (im KZ Flossenbürg gestorben)
- Friedrich von Rabenau (1884–1945), General und Theologe. Widerstandskämpfer (im KZ Flossenbürg ermordet)
- Karl Sack (1896–1945), Jurist und Widerstandskämpfer (im KZ Flossenbürg erhängt)
- Hjalmar Schacht (1877–1970), Reichswirtschaftsminister (1934–1937), Reichsbankpräsident (1924–1930; 1933–1939)
- Carl Schrade (1896–1974), Kaufmann und Reisevertreter, Autor des Erinnerungsberichts Elf Jahre über seine Haft[77]
- Kurt Schumacher (1895–1952), Parteivorsitzender der SPD von 1946 bis 1952
- Kurt von Schuschnigg (1897–1977) und seine Frau. Österreichischer Politiker, auch im KZ Dachau, KZ Sachsenhausen
- Fritz Seemann (1900–1942), tschechoslowakischer Journalist und Komponist (im KZ Flossenbürg gestorben)
- Fritz Selbmann (1899–1975), DDR-Wirtschaftsminister und Schriftsteller
- Michael Smuss (1926), Zeitzeuge, Künstler
- David Spiro (1901–1970), Rabbiner
- Johann Staud (1882–1939), österreichischer Politiker (im KZ Flossenbürg gestorben)
- Leo Steinweg (1906–1945), Motorradrennfahrer
- Theodor Strünck (1895–1945), Jurist und Widerstandskämpfer (im KZ Flossenbürg erhängt)
- Jack Terry (1930–2022), Autor
- Franz Thaler (1925–2015), Sarner Autor und Federkielsticker
- Marcel Verfaillie (1911–1945), französischer Kommunist und Widerstandskämpfer gegen das Nazi-Regime (im KZ Flossenbürg ermordet)
- Miloš Volf (1924–2012), tschechischer Radio- und Fernsehredakteur und Karikaturist
- Hugo Walleitner (1909–1982)
- Vittore Bocchetta (1918–2021), italienischer Bildhauer, Maler, Wissenschaftler und Mitglied der Resistenza.
- Josef Müller (1898–1979), Abgeordneter der Bayerischen Volkspartei und nach 1945 der erste Vorsitzende der CSU
- Albrecht von Bayern (1905–1996), Oberhaupt des Hauses Wittelsbach
- Franz von Bayern (* 1933), Oberhaupt des Hauses Wittelsbach

### Funktionshäftlinge
Funktionshäftlinge wie Lager- und Blockälteste sowie Kapos waren ebenso KZ-Häftlinge. Sie wurden von den SS-Bewachern als Aufseher, zu Kontroll-, Ordnungs- und Verwaltungsaufgaben gegenüber Mitgefangenen eingesetzt und konnten so die Chancen ihres Überlebens im KZ erhöhen.
Lagerälteste
- Karl Mathoi, Häftling, Lagerältester[78]
- Georg Weilbach, Häftling und Steinbruchkapo, zweiter Lagerältester und Kapo in den Außenlagern Mülsen und Holleischen[79]

Blockälteste
- Karl Frederick Alois Gieselmann, Häftling, Blockältester von Block 19[80]
- Walter Paul Adolf Neye, Häftling in Flossenbürg, Blockältester in den Außenlagern Ganacker und Landau[78]
- Karl Buttner, Häftling, Blockältester von Block 19 und Küchenkapo[80]
- Gustav Matzke, Häftling, Blockältester und Kapo bei Messerschmitt[78]

Kapos
- Christian Eisbusch, Häftling, Kapo und Revierkapo im Außenlager Ganacker nach dem 20. Februar 1945[80]
- Georg Hoinisch, Häftling und Kapo bei Messerschmitt, Stubendienst in Block 4 und Wache auf einem Evakuierungsmarsch[78]
- Josef Hauser, Häftling, Kapo bei Messerschmitt[78]
- Alois Jakubith, Häftling und Steinbruchkapo, Wache bei einem Evakuierungsmarsch[78]
- Hans Johann Lipinski, Häftling, Kapo[78]
- Raymond Maurer, Häftling, Kapo, Stubendienst in Block 5[78]
- Willi Olschewski, Häftling und Kapo bei Straßenbau und Steinbruch[78]
- Theodor Retzlaff, Häftling und Kapo beim Transportkommando Messerschmitt[81]
- Heinrich Diestelkamp, Funktionshäftling[82]
- August Ginschel, Häftling, Block 1 und Wachpersonal eines Evakuierungsmarsches[80]

### Lagerkommandanten und Personal
Die von den Nationalsozialisten bezeichneten „Evakuierungs“-Märsche dienten der Räumung des Konzentrationslagers – viele KZ-Häftlinge starben, daher später Todesmärsche von KZ-Häftlingen genannt.
Lagerkommandanten
- SS-Sturmbannführer Jakob Weiseborn (Lagerkommandant Mai 1938 bis Januar 1939)
- SS-Obersturmbannführer Karl Künstler (Lagerkommandant Januar 1939 bis August 1942)
- SS-Sturmbannführer Egon Zill (Lagerkommandant Oktober 1942 bis April 1943) – Gegen Zill erging 1952 Haftbefehl. Er wurde im April 1953 in Hamburg verhaftet. 1955 erging vom Landgericht München II das Urteil: lebenslängliche Haft wegen „Anstiftung zum Mord im KZ Dachau“.
- SS-Obersturmbannführer Max Koegel (Lagerkommandant Mai 1943 bis April 1945) – Im Juni 1946 wurde er verhaftet. Während der Haft im Gefängnis Schwabach beging er Suizid.
- SS-Sturmbannführer Franz Berger (November 1944 bis 1945), stellvertretender Lagerkommandant, Kommandant eines Wachbataillons und Führer eines Häftlingsevakuierungstransportes[80]

Leiter der politischen Abteilung („Lager-Gestapo“)
- Konrad Blomberg, Kriminalobersekretär, Leiter der Politischen Abteilung und Führer einer Evakuierungskolonne.[80] 1947 in Landsberg hingerichtet.
- SS-Oberscharführer bei der Waffen-SS, Zahnarzt Christian Franz Weck, (Februar 1941 bis Januar 1944), zeitweise stellvertretender Leiter der politischen Abteilung. Fünfeinhalb Jahren Zuchthaus wegen Beihilfe zum Mord.[83]

Schutzhaftlagerführer
- Schutzhaftlagerführer Hans Aumeier (August 1938 bis Februar 1942)
- Schutzhaftlagerführer SS-Hauptsturmführer Karl Fritzsch (Lagerkommandant August bis Oktober 1942 in Vertretung)
- SS-Obersturmführer Ludwig Baumgartner, ab März 1944 Schutzhaftlagerführer in Flossenbürg[82]

Rapportführer
- SS-Hauptscharführer Johann Geisberger, Blockführer und Rapportführer[80]
- SS-Oberscharführer Erich Mußfeldt, Appell, Rapportführer, Wache bei einem Evakuierungsmarsch[78]
- SS-Maid (KZ-Aufseherin, Rapportführerin) Margot Drexler, Angehörige der Lagermannschaft[82]

SS-Ärzte
- SS-Hauptsturmführer Oskar Dienstbach, SS-Arzt[82]
- SS-Hauptsturmführer Richard Hans Trommer, Lagerarzt[82]
- SS-Hauptsturmführer Karl Gustav Böhmichen, Lagerarzt[82]
- SS-Obersturmführer Otto Blaschke, Lagerarzt[82]
- SS-Obersturmführer Georg (Franz) Meyer, KZ-Arzt[82]
- SS-Obersturmführer Wilhelm (Willy) Jäger, KZ-Arzt[82]

Weitere
- Erhard Wolf, SS-Wache und Kommandoführer, Blockführer, Führer des Arrestbaus und des Exekutionskommandos[79]
- Hauptsturmführer Ludwig Buddensieg[80]
- Hauptsturmführer Ludwig Schwarz, Wehrmacht, Kommandoführer von Hersbruck und Führer eines Evakuierungsmarsches[81]
- SS-Hauptsturmführer August Harbaum, Angehöriger der Lagermannschaft[82]
- SS-Obersturmführer Hermann Pachen, Kommando über eine Evakuierungsmarschkolonne[81]
- SS-Obersturmführer Alois Schubert, Leitung der Arbeitskommandos Steinbruch und Messerschmitt[79]
- SS-Obersturmführer Hermann Sommerfeld, Führer eines Evakuierungsmarsches[79]
- SS-Obersturmführer Wilhelm Bayer, ab 1944 SS-Gerichtsoffizier in Flossenbürg[82]
- SS-Obersturmführer Eduard Drees[82]
- SS-Obersturmführer Max (Otto) Ehser, Wache[82]
- SS-Obersturmführer Georg Güßregen, Angehöriger der Lagermannschaft[82]
- SS-Obersturmführer Paul (Heinrich Theodor) Müller, Angehöriger der Lagermannschaft, später Schutzhaftlagerführer im KZ Auschwitz[82]
- SS-Obersturmführer Arnold Büscher[82]
- SS-Untersturmführer Bruno Skierka, SS-Kompanieführer und Führer einer Evakuierungsmarschkolonne[79]
- SS-Sturmscharführer Karl Keiling, Wache in Flossenbürg und bei einem Evakuierungsmarsch[78]
- SS-Sturmscharführer Albert Roller, Kommandoführer des Außenlagers Lengenfeld[81]
- SS-Hauptscharführer Kurt Erich Schreiber, Arbeitseinsatzführer, Kommandoführer, Teilnahme an einem Exekutionskommando, Rekrutenausbilder[81]
- SS-Hauptscharführer Cornelius Schwanner, Wache, Rekrutenausbilder und Kommandoführer in den Außenlagern Johanngeorgenstadt und Obertraubling[81]
- SS-Hauptscharführer Lorenz (Christian) Carstensen, Angehöriger der Lagermannschaft[82]
- SS-Hauptscharführer Jakob Fries, Angehöriger der Lagermannschaft[82]
- SS-Hauptscharführer Heinrich Groffmann, Angehöriger der Lagermannschaft[82]
- SS-Hauptscharführer Otto Emil Reinicke, Unterkunftsverwalter[84]
- SS-Oberscharführer Karl Graeber, Wache in Flossenbürg und bei einem Evakuierungsmarsch[80]
- SS-Oberscharführer Gerhard Haubold, Arrestbau[78]
- SS-Oberscharführer Otto Pawliczek, Blockführer Block 2 und 8, Kommandoführer und Teilnahme an einem Exekutionskommando[81]
- SS-Oberscharführer Wilhelm Brusch, Kommandant vom Außenlager Wolkenburg nach dem 20. August 1944 und Führer eines Evakuierungsmarsches[80]
- SS-Oberscharführer August Fahrnbauer, Arbeitseinsatzführer und stellvertretender Lagerführer in Plattling[80]
- SS-Oberscharführer Gerhard Haubold, Angehöriger der Lagermannschaft[82]
- SS-Unterscharführer Christian Mohr, Kommandoführer und Arrestaufseher[78]
- SS-Unterscharführer Walter Reupsch, Apotheke[81]
- SS-Unterscharführer Gottfried (Ludwig) Dzugan, Angehöriger der Lagermannschaft[82]
- SS-Unterscharführer Werner Eichler, Angehöriger der Lagermannschaft[82]
- SS-Unterscharführer Johann Filep, Angehöriger der Lagermannschaft[82]
- SS-Unterscharführer Alois (Wendelin) Frey, Angehöriger der Lagermannschaft[82]
- SS-Unterscharführer August Klehr, Angehöriger der Lagermannschaft[82]
- SS-Unterscharführer Wilhelm Kowol[82]
- SS-Unterscharführer Gerhard Lachmann, Angehöriger der Lagermannschaft[82]
- SS, Kommandoführer Eduard Losch[78]
- SS-Rottenführer Michael Gelhardt, Wache, Hundeführer, Blockführer und Teilnahme an einem Exekutionskommando[80]
- SS-Rottenführer Josef Pinter, Wache und Hundeführer, Wache bei einem Evakuierungsmarsch[81]
- SS-Rottenführer Joseph Wurst, Wache im Außenlager Leitmeritz und auf einem Evakuierungsmarsche[79]
- SS-Rottenführer Bruno Brandauer, Wachmann[82]
- SS-Rottenführer Hermann Grell, Angehöriger der Lagermannschaft[82]
- SS-Sturmmann Erich Penz, Wache und Hundeführer, Wache bei einem Evakuierungsmarsch[81]
- SS-Sturmmann Paul Herklotz, Angehöriger der Lagermannschaft[82]
- SS-Maid (KZ Wärterin) Florentine (Flora) Cichon, Angehörige der Lagermannschaft[82]
- SS-Maid (SS-Nachrichtenhelferin) Gisela Drews, ab März 1944 Fernschreiberin in der Nachrichtenstelle der Kommandantur im KZ Auschwitz u. KZ Flossenbürg[82]
- SS-Mann Ferdinand Kruckenberger, Wachmann[82]
- SS-Schütze Stefan Horvath, Angehöriger der Lagermannschaft[82]
- Peter Herz, Waffen-SS, Wache in Flossenbürg und bei einem Evakuierungsmarsch[78]